# Sharif della Mecca
Sharīf della Mecca (in arabo شريف مكة‎?, Sharīf Makka) o del Hijāz (in arabo شريف الحجاز‎?, Sharīf al-Ḥijāz; in italiano: sceriffo della Mecca) fu il titolo assegnato agli antichi governatori ascemiti del Hijāz e delle Città Sante della Mecca e di Medina; il termine sharīf significa 'nobile' in lingua araba ed era riferito ai discendenti dei nipoti di Maometto, al-Ḥasan ibn ʿAlī e al-Ḥusayn ibn ʿAlī.

## Caratteristiche
Lo sharīf era incaricato di proteggere la città e i suoi dintorni e garantire la sicurezza dei pellegrini giunti a La Mecca per assolvere il dovere canonico islamico del Hajj. Il titolo è a volte tradotto con sceriffo, ma non deve essere confuso con la carica pubblica dello sceriffo, prevista dalla common law, presente ancora, ad esempio, negli Stati Uniti.
L'ufficio dello sceriffato della Mecca risale al periodo degli Abbasidi. Dal 1201, lo sceriffato fu tenuto da un discendente dell'antico clan coreiscita dei Banū Hāshim attraverso la linea husaynide. I discendenti di questa famiglia hanno conservato tale posizione fino al XX secolo per conto di varie potenze musulmane, tra cui gli Ayyubidi e i Mamelucchi d'Egitto. Nel 1517, lo Sharīf riconobbe la supremazia del Sultano ottomano, nella sua veste di califfo, ma mantenne un ampio grado di autonomia locale. Durante l'epoca ottomana, lo sceriffato allargò la propria autorità a nord, fino a Medina, e verso sud fino ai confini dell''Asir, razziando regolarmente l'altopiano centralearabico del Nejd.
Lo sceriffato si è concluso poco dopo il regno di al-Ḥusayn ibn ʿAlī, al governo dal 1908, che si ribellò contro il dominio ottomano, proclamando la rivolta araba nel 1916. Dopo la caduta dell'Impero ottomano nel 1918 e la sua dissoluzione nel 1923, al-Ḥusayn si dichiarò califfo. I britannici concessero il controllo sugli Stati di recente formazione, Iraq e Transgiordania, ai suoi figli Fayṣal e ʿAbd Allāh. Nel 1924, tuttavia, a fronte di crescenti attacchi da parte di Ibn Saʿūd, al-Ḥusayn abdicò in favore del suo figlio maggiore, ʿAlī b. al-Ḥusayn, che sarebbe diventato l'ultimo Grande Sharīf. Alla fine del 1925, Ibn Saʿūd conquistò l'Hijaz e cacciò gli Hashemiti. La dinastia saudita governò sulla città santa e controllò il Hajj da quel momento in poi.

## Ripartizione interna e ascendenza delle famiglie sceriffali

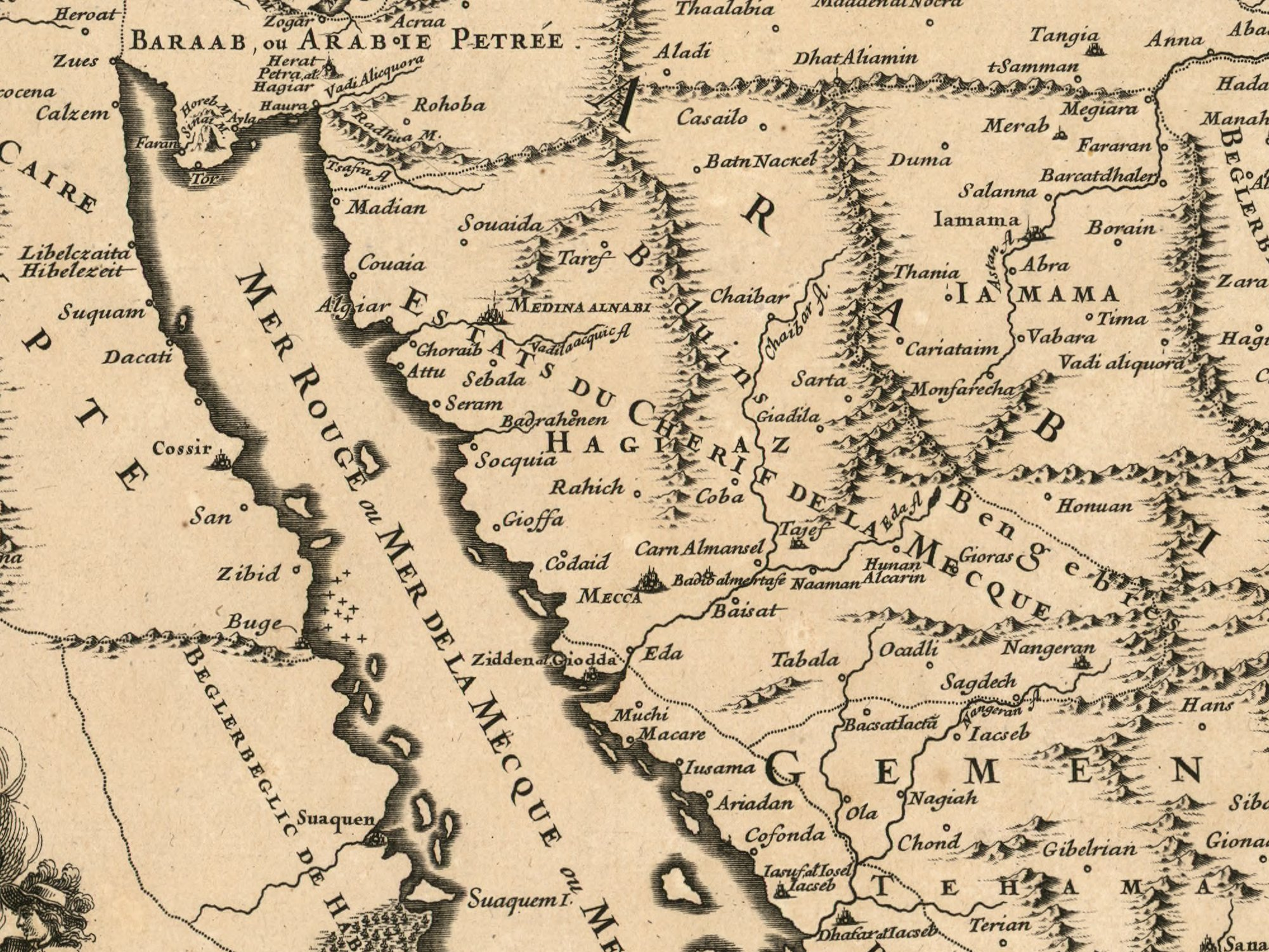
Il territorio degli Sharīf della Mecca alla fine del XVII secolo

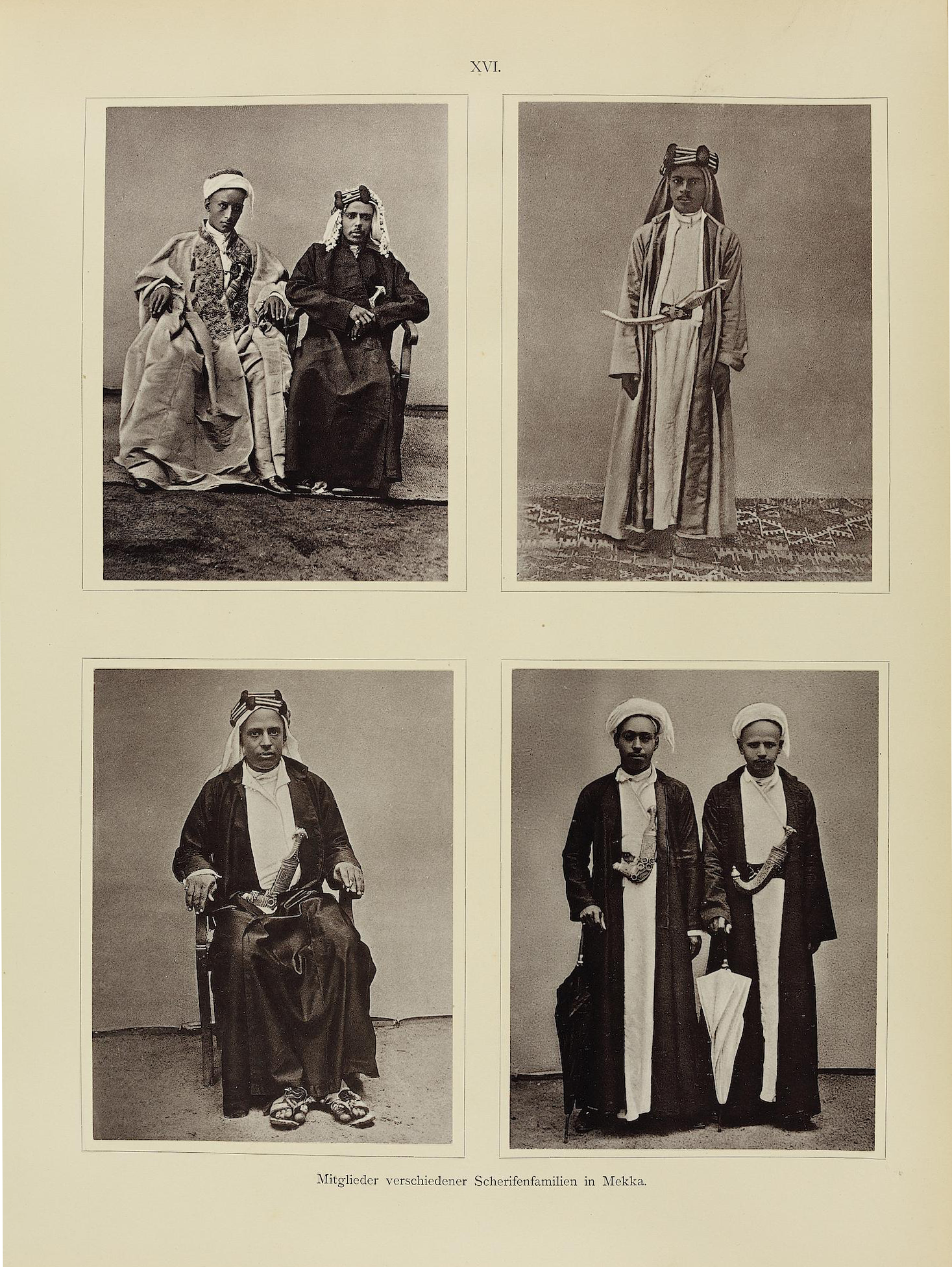
Membri delle diverse famiglie sceriffali in Mecca (dall’Atlante fotografico della Mecca di Christiaan Snouck Hurgronje del 1888)

Gli Sceriffi della Mecca (in arabo  أشراف مكة‎?, ashrāf Makka) furono un’ampia rete di famiglie sceriffali che tennero il comando della Mecca dal 968 circa al 1925. Queste famiglie erano di discendenza hasanide, cioè facevano risalire il loro albero genealogico fino al nipote del Profeta al-Ḥasan ibn ʿAlī. Lo Sharīf in carica fu indicato dall'inizio del Sultanato mamelucco in Egitto come “Emiro della Mecca” (amīr Makka). Spesso i diversi rami della famiglia si contesero reciprocamente il potere e furono in lotta tra loro. Talvolta condivisero anche il governo. Fino alla seconda metà del XIV secolo gli Sherif della Mecca furono sciiti zayditi, in seguito aderirono all'islam sunnita.
Il territorio degli Sharīf della Mecca fu esteso per la maggior parte del tempo non soltanto sulla città di Mecca e il suo circondario, ma anche su ampie parti dell’Ḥijāz con le città Ṭāʾif, Jedda, Yanbuʿʿ e Medina. Infatti gli Sharīf della Mecca riconobbero quasi ovunque la sovranità di diverse dinastie islamiche, tuttavia grazie alla cooperazione con alleati beduini ebbero proprie forze armate ed esigevano anche proprie imposte. Come compensazione per il fatto che riconoscevano la loro sovranità sopra le Città Sante ed assicuravano la difesa del pellegrinaggio del Hajj, i regnanti dei vari imperi musulmani elargivano loro sussidi e doni. Dal XV secolo, fino all'inizio del XIX secolo, gli Sherif della Mecca intrapresero anche il commercio sul mar Rosso e nell’Oceano Indiano.
Nei documenti ottomani la famiglia regnante meccana fu indicata fin dal XVI secolo come “dinastia hascemita“ (sulāla Hāshimiyya). Nelle narrazioni europee dalla metà del XIX secolo gli Sharīf regnanti furono spesso indicati come “Grandi Sceriffi” per distinguerli da altri Sharīf, una designazione che non ha alcun riscontro nelle fonti arabe. L’attuale dinastia degli Hascemiti di Giordania risale alla discendenza del penultimo Sharīf al-Ḥusayn ibn ʿAlī, che nel 1916 si proclamò re degli arabi.
     Sulaymāniti
     Hāshimiti
     Jaʿfariti
     Qatāditi

Genealogia dei primi regnanti sceriffali della Mecca
Sulaymāniti
Hāshimiti
Jaʿfariti
Qatāditi

Globalmente si distinguono tra gli Sherif della Mecca quattro diversi rami genealogici: 1. Jaʿfariti, 2. Sulaymāniti, 3. Hāshimiti (ar. Hawāshim) e 4. Qatāditi (ar. Banū Qatāda). Antenato comune di tutte queste famiglie sceriffali fu Mūsā al-Jawn (numero 7 dell’albero genealogico), un fratello del ribelle hasanide Muḥammad al-Nafs al-Zakīyya (m. 762).
I Jaʿfariti sono così chiamati in quanto seguaci di Abū Jaʿfar Muhammad (Nr. 25), il cui figlio Abū Muhammad Jaʿfar (Nr. 28) prese il potere in Mecca negli anni '60 del X secolo e il suo successore ereditò il potere.
Dal loro antenato Mūsā al-thānī (Mūsā II), un nipote di Mūsā al-Jawn, i Jaʿfariti sono chiamati in alcuni testi storici anche Mūsāwiti, in contrapposizione ai Sulaymānidi, i discendenti di Sulaymān ibn ʿAbd Allāh (Nr. 14), un fratello di Mūsā II.
Gli Hāshimiti furono in effetti anche Mūsāwiti, ma in contrapposizione ai Jaʿfariti non discendono da Abū Jaʿfar Muḥammad, ma da suo fratello Abū Hāshim Muḥammad (n. 27). Entrambi i fratelli furono figli di al-Ḥusayn al-Amīr, un nipote di Mūsā II.
I Qatāditi, che governarono Mecca più a lungo, sono denominati da Qatāda ibn Idrīs (Nr. 43), che prese il potere a Mecca all'inizio del XIII secolo. Anche i Qatāditi erano Mūsāwiti, tuttavia non discendevano da al-Husayn al-Amīr, ma da suo fratello ʿAbd Allāh (n. 22). I Qatāditi, che regnarono su Mecca fino all'inizio del XX secolo, si divisero nel XVII secolo nei tre clan Dhawū ʿAbd Allāh, Dhawū Barakāt e Dhawū Zayd. I Dhawū ʿAwn, che imposero gli ultimi Sharīf della Mecca, sono un sottoramo dei Dhawū ʿAbd Allāh.

## Storia

### Regno dei Jaʿfariti (968–1061)

#### Inizio
Il governo sceriffale su Mecca cominciò all'incirca in contemporanea con la morte del regnante egiziano Kāfūr (968), quando l'hasanide Abū Muhammad Jaʿfar ibn Muhammad prese il potere nella Città Santa. Sullo sfondo vi erano state lotte tra hasanidi e husaynidi a Medina, a seguito delle quali Jaʿfar ibn Muḥammad ripiegò verso Mecca e prese possesso della città.
Nel 969 Jaʿfar ibn Muḥammad riconobbe il nuovo regnante fatimide d‘Egitto al-Muʿizz anche come sovrano di Mecca, facendo recitare per lui la khuṭba. Al-Muʿizz lo nominò dunque governatore della Mecca. Alcuni anni dopo, nel gennaio 975, al-Muʿizz inviò a una delegazione di Sharīf e altri notabili del Higiaz un premio di 400.000 dirham. Così nell’Hajj dell‘agosto 975 fu recitata per la prima volta l‘invocazione per al-Muʿizz. Ma allorché poco dopo ʿĪsā, figlio e successore di Jaʿfar, si rifiutò di omaggiare il nuovo califfo fatimide al-ʿAzīz, gli Egiziani assediarono Mecca in occasione del Hajj del 976 e obbligarono i pellegrini a recitare la khutba in nome del califfo/Imam fatimide. Negli anni seguenti le carovane egiziane di pellegrini tornarono a prestare omaggio agli Sharīf con ricchi doni (ṣilāt al-ashrāf), cosa che lascia presupporre una normalizzazione delle relazioni tra Fatimidi e Ashrāf.

#### Le ambizioni califfali di Abū l-Futūh
Dal 994 regnò sulla Mecca il fratello di ʿĪsā, Abū l-Futūḥ al-Ḥasan ibn Jaʿfar. Egli, su istigazione del califfo al-Ḥākim bi-amr Allāh, nell'anno 1000 portò anche Medina sotto il suo potere e pose fine al governo degli husaynidi Banū l-Muhannā che vi regnavano. Quando nel 1010 al-Hākim fece uccidere il suo Visir ʿAlī al-Maghribī, il figlio di questi Abū l-Qāsim ibn al-Maghribī fuggì a Ramla alla corte del sovrano jarrahide Mufarrij e lo convinse a ribellarsi contro i Fatimidi. Egli gli suggerì di prendere contatto con lo Sharīf di Mecca e conferirgli il titolo di imam, perché egli a differenza dei Fatimidi non aveva “alcuna macchia nel suo albero genealogico”. Lo stesso Ibn al-Maghribī andò alla Mecca, e lo Sharīf Abū l-Futūh fu proclamato califfo dai membri della sua famiglia con il nome regale di al-Rashīd li-dīn Allāh (il ben guidato dalla religione di Allah). Abū l-Futūh con i suoi parenti e un gran numero di schiavi negri, cinto con la spada Dhū l-Faqār, mosse dunque verso Ramla, dove arrivò il 13 settembre 1012. Il dominio dell’anticaliffo sceriffale si estendeva formalmente sulla Palestina tra Pelusio e Tiberiade ed includeva anche Gerusalemme, dove egli stabilì un nuovo Patriarca, Teofilo I, e consentì ai cristiani di ricostruire la Basilica del Santo Sepolcro distrutta due anni prima.
Tuttavia la rivolta condotta dall'anti-califfo sceriffale scemò in breve tempo. Al-Hākim nominò come nuovo governatore di Mecca un parente sulaymānita di Abū l-Futūh, Abū l-Tayyib Dāwūd, che assediò la città. Inoltre al-Hākim inviò grandi somme di denaro ai Jarrahidi, perché convincessero alla resa l’anti-califfo. I Jarrahidi furono convinti ad abbandonare Abū l-Futūh. Mufarrij scrisse ad al-Hākim e mediò una generale riconciliazione. Abū l-Futūh tornò alla Mecca nell’ottobre 1012 e fece nuovamente recitare la khutba per al-Hākim. In una lettera ai califfi fatimidi presentò le proprie scuse, chiedendo la grazia, che gli fu anche concessa dal califfo. Dopo questa rivolta gli Sharīf restarono fedeli ai califfi fatimidi per 70 anni.

### Regno degli Hāshimiti (1063–1200)

#### Tra Fatimidi e Abbasidi: la politica religiosa di Abū Hāshim
Nell'anno 1061 lo Sharīf Shukr al-Dīn morì senza figli, a seguito di ciò scoppiarono lotte tra le diverse famiglie hasanidi di Mecca. Dapprima con Hamza ibn Wahhās prevalse un membro degli Sharīf sulaymāniti. Tuttavia in seguito intervenne in Mecca il regnante sciita dello Yemen ʿAli al-Ṣulayḥī e istituì come nuovo governatore lo Sharīf Abū Hāshim Muhammad. Egli era un discendente dell’omonimo fratello del primo Sharīf Jaʿfar ibn Muhammad e fondò la linea sceriffale degli Hāshimiti. Abū Hāshim nell‘anno 1069 fece di nuovo recitare la khuṭba in onore degli Abbasidi e indicò nella recitazione anche il sultano selgiuchide Alp Arslan, ragion per cui egli ottenne dal sultano una donazione di 30 000 dīnār nonché la promessa che egli avrebbe ottenuto annualmente una donazione di 10 000 dīnār e una veste d’onore. Questa disposizione tuttavia durò solo pochi anni. Dato che al pellegrinaggio dell‘anno 1075 il califfo fatimide al-Mustanṣir mandò dall’Egitto una somma ancora maggiore, Abū Hāshim abolì la khutba per gli Abbasidi, facendola rivolgere per i Fatimidi. Ma già l’anno seguente passò di nuovo dalla parte degli Abbasidi. Questa alternanza andò avanti anche negli anni seguenti: nel 1078 fece rivolgere l'allocuzione della ṣalāt del venerdì ai califfi fatimidi, nel 1080 di nuovo per quelli abbasidi. I Selgiuchidi, stanchi di questa alternanza, nel 1092 mandarono truppe turche alla Mecca, che saccheggiarono prima di ritirarsi. Abū Hāshim si vendicò due anni dopo, quando fece rapinare dei pellegrini venuti alla Mecca sotto la guida di un emiro turco.

#### Gli ultimi Hāshimiti
I discendenti di Abū Hāshim comandarono sulla Mecca fino all'inizio del XIII secolo, anche se spesso furono in conflitto tra loro. Dopo che Saladino ebbe conquistato l’Egitto ed eliminato l’ultimo califfo fatimide al-ʿĀdid, nel 1173 inviò suo fratello Tūrān Shāh in Yemen, per portare questo territorio sotto controllo ayyubide. Mentre vi era diretto, Tūrān Shāh si fermò alla Mecca e vi confermò nel suo ufficio lo Sharīf vigente ʿĪsā ibn Fulayta, con il quale affermò la signoria ayyubide sulla Mecca.
Attraverso il diario di viaggio di Ibn Jubayr, che visitò la Mecca nel 1183 e nel 1185, è dimostrato che gli Sharīf a quest‘epoca furono sciiti zayditi. Egli narra che essi adoperavano nell'Adhān e nell'Iqāma (la formula sciita Ḥayya ʿalā khayr al-ʿamal ("Orsù, alla migliore opera!"), e che non prendevano parte con gli altri alla preghiera del venerdì. Ibn Jubayr segnala anche che gli Sharīf esigevano gabelle dai pellegrini. Egli stesso fu arrestato a Jedda perché non poteva pagare l'imposta.

### La dinastia Qatāda tra gli imperi islamici (1201–1517)

#### L’ascesa della dinastia Qatāda

Genealogia di Qatāda e suoi discendenti

All'inizio del XIII secolo Qatāda ibn Idrīs, discendente di un’altra famiglia di Sharīf, guadagnò il governo sulla Mecca. Il particolare significato storico di Qatāda consiste nel fatto che egli è l’antenato di tutti i successivi Sharīf della Mecca. Qatāda veniva da Yanbuʿʿ ed era un discendente di ʿAbd Allāh ibn Muhammad, un pronipote del primo Sharīf meccano Jaʿfar ibn Muḥammad. Egli prese prima possesso dei terreni collocati a sud della sua città natale, e poi tra il 1201 ed il 1203 conquistò la Mecca. Poco dopo sottomise anche Ṭāʾif, e fece realizzare una fortezza a Yanbuʿ. Complessivamente egli poté espandere il suo dominio sul territorio tra Medina e lo Yemen. Qatāda delegò gli affari politici quotidiani a un Visir. Contro le potenze islamiche del nord, gli Ayyubidi e gli Abbasidi, Qatāda perseguì una politica di splendido isolamento. Nel suo testamento egli volle dare ai suoi parenti la raccomandazione di non coinvolgersi in relazioni troppo strette con potenze straniere, dato che Dio ha già protetto loro stessi e la loro terra attraverso la sua inaccessibilità. Solo con gli Zayditi dello Yemen tenne un contatto più stretto, e sostenne gli sforzi del hasanide al-Manṣūr di fondarvi un nuovo imamato zaydita.

#### Alternanza politica tra Rasulidi, Mamelucchi e Ilkhanidi
Dopo l’assassinio di Qatāda (1220), l'ayyubide yemenita al-Masʿūd poté portare la Mecca sotto il suo controllo. Nel 1222 egli rimosse gli Sharīf dal potere e vi stabilì come governatore il proprio generale ʿAlī ibn Rasūl. Dopo la morte di al-Masʿūd nel 1228, la supremazia sulla Mecca passò a suo padre al-Kāmil, che nominò suo governatore il generale Tughtikin. Ma quando nel 1232 i Rasulidi in Yemen si resero indipendenti, si allearono di nuovo con i figli di Qatāda e inviarono uno di loro contro La Mecca con un esercito. Tale Rājih ibn Qatāda regnò sulla Mecca fino al 1241. Solo con Abū Numayy I Muhammad ibn Abī Saʿd ʿAlī e Idrīs ibn Qatāda, che giunsero al potere nel 1254 senza aiuto straniero, gli Sharīf poterono di nuovo ottenere maggiore indipendenza dalle grandi potenze islamiche. Abū Numayy fu così potente che nel 1256 poté aumentare il tributo delle carovane di pellegrini. Per ogni cammello della carovana yemenita si dovevano pagare 30 dirham, e per ogni cammello della carovana egiziana 50 dirham. Tuttavia entrambi gli emiri sceriffali nel 1268 si arresero alla supremazia del sultano mamelucco al-Zāhir Baybars, che li ricompensò per questo con la promessa di sovvenzioni annue.

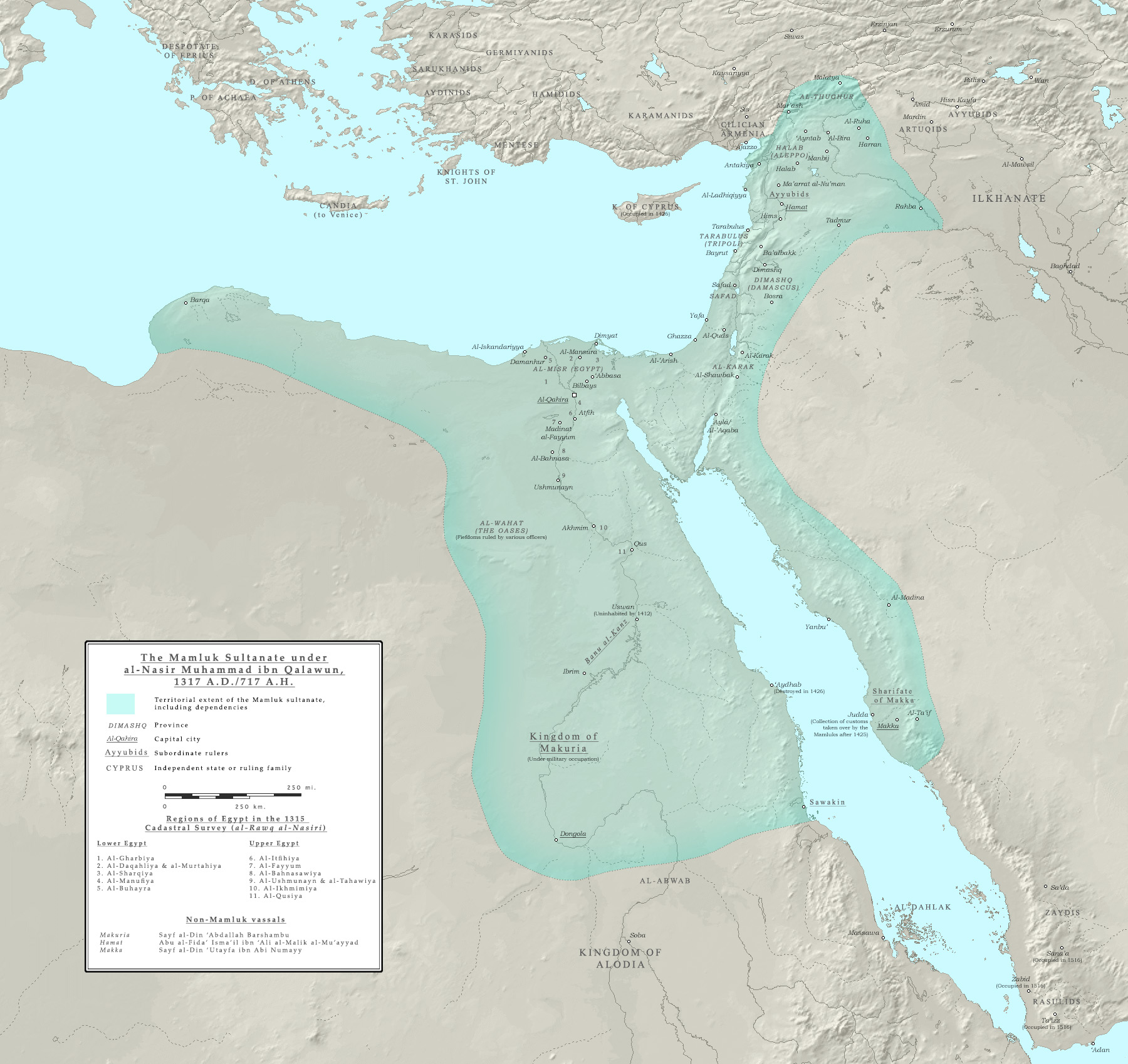
La cartina politica del Vicino Oriente nell'anno 1317, quando regnava in Mecca uno Sherif che riconosceva la supremazia dei Mamelucchi egiziani.

Dopo la morte di Abū Numayy nell'anno 1301, i Mamelucchi egiziani cercarono di subordinare completamente gli Sherif alla loro supremazia, cosa che tuttavia non riuscì loro, perché molti Sherif erano legati più fortemente con le altre grandi potenze islamiche. Lo Sharīf Ḥumayda ibn Abī Numayy per esempio, che prese il potere alla Mecca nella primavera 1314, fece recitare la khutba per il Rasulide al-Mu'ayyad Dāwūd ibn Yūsuf (reg. 1296–1322). E allorché nel 1349 i tre fratelli Thaqaba, Sanad e Mughāmis, figli dello Sharīf Rumaytha ibn Abī Numayy, furono esclusi dal potere e cacciati dalla Mecca, essi si allearono con il sovrano rasulide Mujāhid (reg. 1322–1363) e assieme a lui fecero ingresso alla Mecca all'inizio del 1351.
Alcuni Sharīf collaborarono anche con i sovrani ilkhanidi. Lo Sharīf Ḥumayda nel 1316 fuggì alla corte di Öljeitü, che lo inviò alla Mecca, con un esercito mongolo ben equipaggiato, per portare l’Hijaz sotto controllo ilkhanide, anche se l‘impresa fallì a causa della prematura morte di Öljeitü. Quando nel maggio 1318 Ḥumayda riconquistò per breve tempo la sovranità sulla Mecca, riconobbe la sovranità del sovrano ilkhanide Abū Saʿīd (reg. 1316–1335). Così nel 1330 Aḥmad, figlio dello Sharīf Rumaytha, fu nominato da Abū Saʿīd sovrano della città sciita Hilla in Iraq. Con l’appoggio delle tribù arabe della regione, egli poté portare anche Kufa sotto il suo controllo, finché nel 1342 fu ucciso dal Jalayride Ḥasan Bozorg.
Dalle fonti contemporanee risulta che gli Sharīf sottomisero un esercito di schiavi militari negri (ʿabīd), che fu guidato da un comandante (qāʿid). Talvolta gli Sharīf poterono espandere il loro territorio anche oltre l'Hijaz. Così verso la metà del XIV secolo anche Suakin, sulla costa africana del mar Rosso, risulta talvolta sotto il loro governo.
Le relazioni degli Sharīf con i Mamelucchi egiziani rimasero tese. Quando nel 1330 la guida della carovana di pellegrini egiziana fu uccisa durante combattimenti con gli schiavi militari degli Sharīf, il sultano mamelucco al-Nāsir Muḥammad ibn Qalāwūn annunciò di voler mandare a Mecca uno dei suoi emiri per cacciare da Mecca gli Sharīf e i loro schiavi. Tuttavia il suo più importante Qādī al-Qazwīnī lo trattenne da ciò, ricordandogli il dovere di rispettare il luogo ḥaram. Quando nell'anno 1360 i soldati di una guarnigione turco-egiziana stazionata a Mecca furono cacciati dagli Sherif e venduti al mercato degli schiavi di Yanbuʿ, il sultano al-Nāṣir al-Ḥasan diede ordine di sterminare tutti gli Sharīf. Tuttavia anche quest’ordine non giunse a esecuzione, perché già pochi giorni dopo al-Nāṣir al-Ḥasan fu deposto dai suoi soldati e sostituito con al-Manṣūr Muḥammad II.

#### Consolidamento del dominio egiziano
Sotto ʿAjlān ibn Rumaytha, che tenne il dominio sulla Mecca dal 1361 al 1375, il rapporto degli Sharīf con i Mamelucchi egiziani migliorò. Il sultano mamelucco al-Kāmil Shaʿbān annunciò nel gennaio 1365 in un decreto l‘abolizione delle gabelle sui beni importati, che fino ad allora gli Sharīf regnanti avevano esatto sul cibo e sul bestiame, e stabilì come compensazione all'Emiro della Mecca uno stipendio annuo di 160 000 dirham. Solo i mercanti dall'Iraq e dallo Yemen furono esentati da questo vantaggio. Il testo del decreto fu fissato per iscritto su tre colonne della Sacra Moschea.
Durante il regno del figlio di ʿAjlān, al-Ḥasan, che nell'agosto 1395 fu nominato emiro della Mecca da al-Zāhir Barqūq al Cairo, la relazione preferenziale con i Mamelucchi egiziani continuò a rafforzarsi. Lo Sharīf utilizzava il prestigio dell’appoggio mamelucco per respingere gli oppositori locali che minacciavano la sua signoria. Nell'agosto 1408 al-Malik al-Nāṣir Faraj designò al-Ḥasan come vice-sultano (nāʾib al-salṭana) sull'intero territorio dell'Hijaz e riconobbe ufficialmente i suoi due figli Barakāt e Aḥmad come coreggenti. La supremazia mamelucca sull'Hijaz si mostrava tuttavia di regola solo “stagionalmente” durante l’Hajj e l'ʿUmra, quando assieme alle carovane di pellegrini giungevano nella regione truppe egiziane. Per il resto del tempo lo Sharīf aveva mano libera. Al-Ḥasan ebbe anche molto successo nel ricavare introiti dal commercio di transito sul mar Rosso. Tuttavia quando nel 1410 iniziò a confiscare i beni dei mercanti di Jedda, venne in conflitto sia con i Mamelucchi che con i Rasulidi. Essi cominciarono a sostenere il suo parente Rumaytha ibn Muḥammad, che contestò ad al-Ḥasan il potere nell'Hijaz. Nel maggio 1415 il sultano al-Mu'ayyad Shaykh depose al-Ḥasan e i suoi due figli e nominò Rumaytha nuovo Emiro della Mecca. Tuttavia dato che al-Ḥasan non si piegò senza combattere, essa durò fino alla successiva stagione dei pellegrinaggi, febbraio 1416, allorché Rumaytha poté avere accesso alla Mecca. Al-Ḥasan prese allora l’iniziativa per recuperare il sostegno mamelucco: nel novembre 1416 fu di nuovo ricollocato nel suo ufficio, con l’obbligo di consegnare annualmente 30 000 Mithqāl al sultano mamelucco, e nel marzo 1417 riconquistò la Mecca con proprie truppe. In virtù delle sue grandi risorse finanziarie, durante il suo regno al-Ḥasan poté realizzare a Mecca una Madrasa, un ospedale (bimāristān) e un ribāt.
Durante il regno del figlio di al-Ḥasan, Barakāt I (1426–1455), fu stazionato alla Mecca un equipaggio permanente di 50 cavalleggeri turchi, comandati da un emiro. Inoltre furono stabilite nuove regole finanziarie. Così fu stabilito che lo Sharīf regnante dovesse ottenere ogni volta un quarto del valore delle navi che solcavano il mar Rosso, un quarto di tutti i doni mandati dall'estero agli “abitanti della Mecca“, e un decimo di tutti i beni importati, incluso il carico delle navi indiane che approdavano a Jedda. Inoltre egli ottenne il patrimonio degli stranieri che morivano in Mecca senza eredi. Anche la Zakāt raccolta dai beduini andava allo Sharīf. Questi doveva distribuire la metà del reddito ottenuto in questo modo ad altri membri regnanti della famiglia sceriffale. Lo stile di vita dello Sherif regnante fu relativamente semplice. Un grande turbante era l’unica cosa che lo distingueva dagli altri abitanti della Mecca. Indossava la sua veste d‘onore a maniche larghe e di broccato soltanto per gli eventi cerimoniali. Nonostante la sua posizione di regnante, lo Sharīf lasciava solitamente che la sua gente gli si rivolgesse in modo semplice e diretto, specialmente quando aveva a che fare con i beduini. Sotto il figlio di Barakāt, Muḥammad (reg. 1455–1497), il cui regno coincise per la maggior parte con quello del sultano Qāytbāy, la Mecca visse una fase di grande prosperità.
Complessivamente nel XV secolo gli Sharīf poterono ampliare fortemente il loro prestigio spirituale nel mondo islamico. La loro posizione come regnanti della Mecca ricevette in questo periodo un carattere “quasi sacro”. Testi storiografici locali indicano che gli Sharīf nel XV ed inizio del XVI secolo coniarono proprie monete dirham. Essi avevano dunque una certa autonomia monetaria.

#### Conversione degli Sharīf all'islam sunnita
Il riallineamento in politica estera fu accompagnato anche da un cambiamento confessionale degli Sharīf. Abū Numayy I e la maggior parte dei suoi diretti discendenti erano ancora sciiti zayditi. L’esortazione alla preghiera nella grande Moschea era di conseguenza compiuta al suo tempo secondo il rito sciita, e gli Zayditi avevano nell'al-Masjid al-Haram un proprio gruppo di preghiera, condotto da un imam zaydita. Già all'inizio del XIV secolo i sultani mamelucchi richiesero agli Sharīf di interrompere l’esortazione alla preghiera sciita e di allontanare l’imam zaydita dalla Santa Moschea. Tuttavia la maggior parte degli Sherif rimase di confessione sciita zaydita. Anche l’alleanza di Ḥumayda con l'ilkanide Öljeitü aveva un fondamento sciita. Öljeitü fu prima convertito allo sciismo e, dopo l'esito positivo della campagna di Ḥumayd nell'Hijaz nell'anno 1316, volle far rimuovere dalla tomba di Maometto a Medina le reliquie dei due califfi invisi agli sciiti Abū Bakr e ʿUmar ibn al-Khattāb.
Rumaytha ibn Abī Numayy, che fu coreggente dal 1321, mostrò in particolar modo simpatia per la Zaidiyya. Egli fece persino recitare la preghiera per Muḥammad ibn al-Mutahhar (reg. 1301–1327), l'imam zaydita dello Yemen. Suo fratello ʿUtayfa, che esercitò da solo il governo dal 1326, cacciò con la forza l‘imam zaydita dalla Sacra Moschea, anche se ciò avvenne non per convincimento interiore, ma solo in adempimento di una disposizione del sultano mamelucco. Secondo quanto riferisce l’autore mamelucco Ibn Faḍl Allāh al-ʿUmarī (morto nel 1348), il figlio di ʿUtayfa gli avrebbe confidato che gli emiri della Mecca si sentivano legati all'obbedienza soltanto verso l’imam zaydita di Sana'a e consideravano sé stessi come suoi vicari. Con i regnanti dell’Egitto, così egli chiariva, essi cooperavano soltanto perché li temevano e perché da loro ricevevano l’investitura; essi adulavano i regnanti rasulidi dello Yemen per ottenere da loro più doni e beneficenza.
Nella seconda metà del XIV secolo fu annunciata la transizione degli Sharīf meccani all’islam sunnita. A proposito di ʿAjlān ibn Rumaytha (che tenne il governo nella Mecca dal 1346 al 1361 con interruzioni, e poi fino al 1375 ininterrottamente), Ibn Taghribirdi riferisce: “a differenza dei suoi avi e parenti egli amò i sunniti e li appoggiò contro gli sciiti. Si è anche detto che egli seguisse il madhhab sciafeita”. ʿAjlān fu anche il primo Sherif che dotò la Mecca di una Madrasa. Anche suo figlio al-Ḥasan (che regnò alla Mecca dal 1396 al 1426, con l’eccezione di due brevi interruzioni) fu fermamente legato alla tradizione sunnita. Come suo padre, anch'egli dotò Mecca di una madrasa. Shams al-Dīn al-Sakhāwī (morto nel 1497) riferisce che egli studiò i Ḥadīth da una raccolta di studiosi egiziani e siriaci e perciò ottenne da essi una Ijāza che lo autorizzava a diffonderli. Anche tutti i seguenti regnanti sceriffali del XV secolo ottennero una formazione nei Hadith sunniti.
Anche se ufficialmente gli Sharīf successivi si professarono di scuola sciafeita, a cui anche la maggior parte dei meccani apparteneva, per molto tempo rimase la voce che segretamente essi seguissero insegnamenti zayditi. Ancora all'inizio del XIX secolo, quando Jean Louis Burckhardt visitò la Mecca, gli fu raccontato che gli Sharīf della Mecca viventi evitassero le discussioni giurisprudenziali nelle quali gli insegnamenti zayditi erano deprecati, e che gli Sharīf al di fuori della città ammettessero anche apertamente la loro affiliazione agli Zayditi.

### Sotto il dominio ottomano (1517–1798)

#### Relazione con il potere ottomano

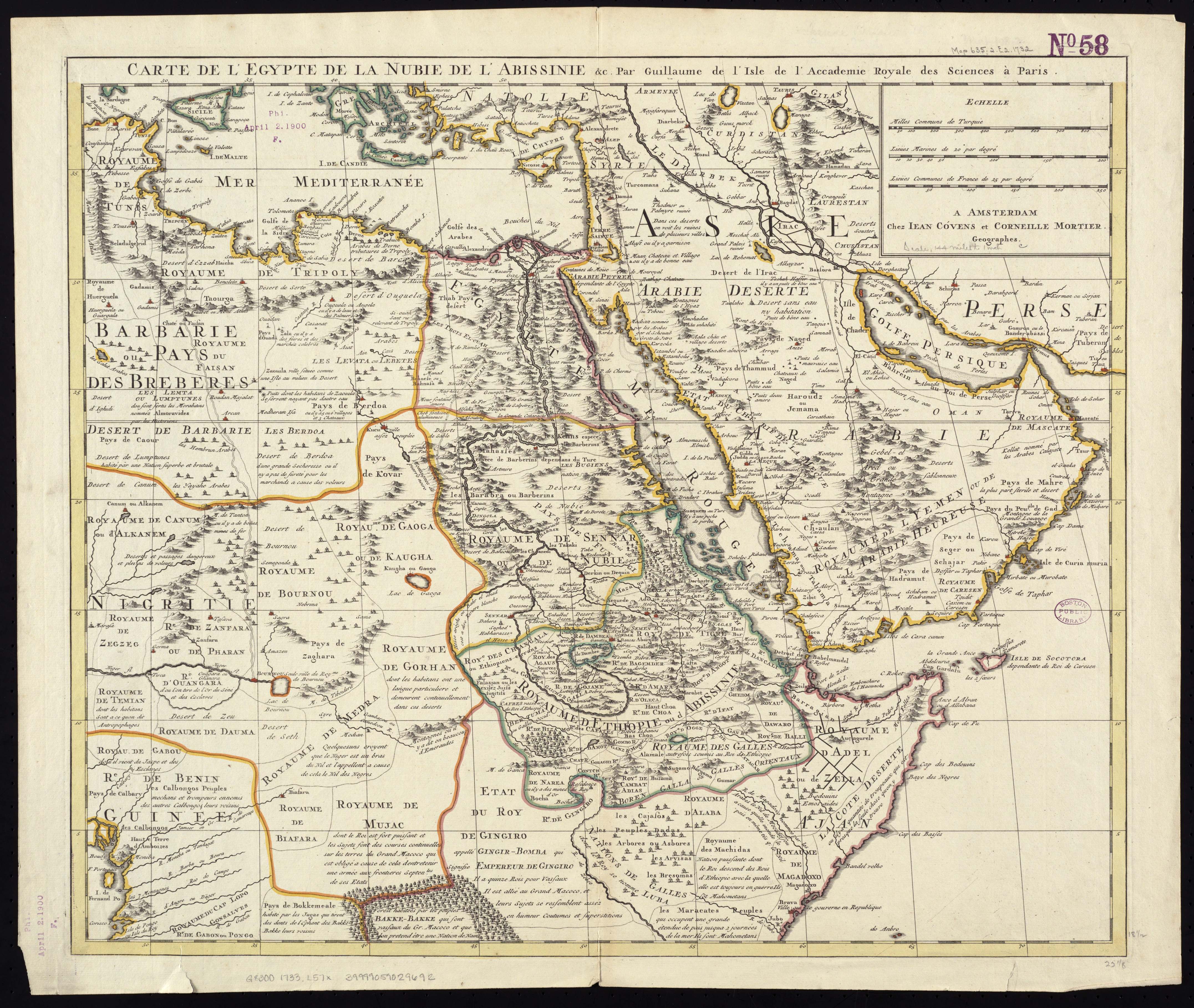
Carta francese di Guillaume Delisle (1733), sulla quale con Etat du Cherif de la Mecque è indicato il territorio dello Sherif della Mecca.

Dopo che nel 1517 gli Ottomani ebbero conquistato il Cairo, lo Sharīf Barakāt (reg. 1497–1525) inviò suo figlio Abū Numayy II, ancora molto giovane, in Egitto, che offrì la sottomissione al Sultano ottomano Selim I a nome di suo padre. Il Sultano accettò questa soluzione, e gli Sharīf furono inoltre riconosciuti come principi vassalli. Il territorio degli Sharīf non fu integrato completamente come un Vilâyet dello Stato ottomano, ma rimase “uno Stato nello Stato". Quando uno Sharīf moriva, la Porta insediava solitamente come successore colui che gli abitanti della Mecca desideravano. L‘investitura si svolgeva con l’invio di una veste d'onore cerimoniale e di un certificato di nomina (Emāret Berātı). Nel certificato di nomina dello Sharīf al-Ḥasan ibn Abī Numayy del 1566 gli veniva concessa l’autorità sulla Mecca, Gedda, Medina, Yanbuʿ, Khaybar, Haly e tutti i territori dell’Hijiaz “da Khaybar ad Haly ed al Najd“. Tuttavia nella seconda metà del XVI secolo gli Ottomani insediarono un proprio governatore a Jedda, con il quale lo Sharīf dovette condividere il governo della città.
Ad eccezione di ciò, gli Sharīf godettero di ampia autonomia sul proprio territorio. In una lettera di nomina del Sultano per lo Sharīf Abū Ṭālib ibn al-Ḥasan, dell‘anno 1601, si comunica che a questi era concessa ”la giurisdizione su quei luoghi” (imārat tilka l-maʿāhid), “comprese tutte le truppe, alte e basse, come pure i funzionari e dignitari, distretti e ranghi”. Alla fine del documento si dice: ”noi lo abbiamo insediato, affinché egli vi occupi il nostro proprio posto e per concedergli il potere di abrogare e di chiudere contratti come pure il distintivo imperiale". Alla Mecca lo Stato ottomano era presente, al di fuori della stagione del pellegrinaggio, soltanto con un Qādī e una piccola unità di soldati egiziani, anche se lo Sharīf esercitava spesso anche le funzioni giudiziarie, così che l’ufficio di Qādī era solitamente ridotto a una “inutile oziosità”. D’altra parte, alcuni compiti concernenti i luoghi sacri della Mecca lo Sharīf doveva esercitarli insieme al governatore ottomano di Jedda, che ne era responsabile come amministratore (mutawallī) di tutte le fondazioni pie per la gestione dei luoghi santi, cosa che era espressa nel suo titolo di “Sceicco dell’Haram“ (shaykh al-ḥaram). Al tempo del pellegrinaggio il governatore di Jedda era anche regolarmente presente alla Mecca.
Anche nell’epoca ottomana gli Sharīf poterono contare su una relativamente grande forza di alleati beduini. Nell‘anno 1585 essa comprendeva 20 000–30 000 uomini. Con questi combattenti essi intrapresero più volte nel XVI e XVII secolo avanzate nel Najd e nelle oasi dell’area centrarabica, per poter controllare anche l’interno della Penisola arabica. Secondo il parere del potere centrale ottomano, con i loro combattenti gli Sharīf dovevano impedire ogni attacco dei beduini alle carovane dei pellegrini, tuttavia gli Sharīf spesso si servirono dei loro combattenti anche quando vennero in conflitto con i comandanti di carovane ottomani.

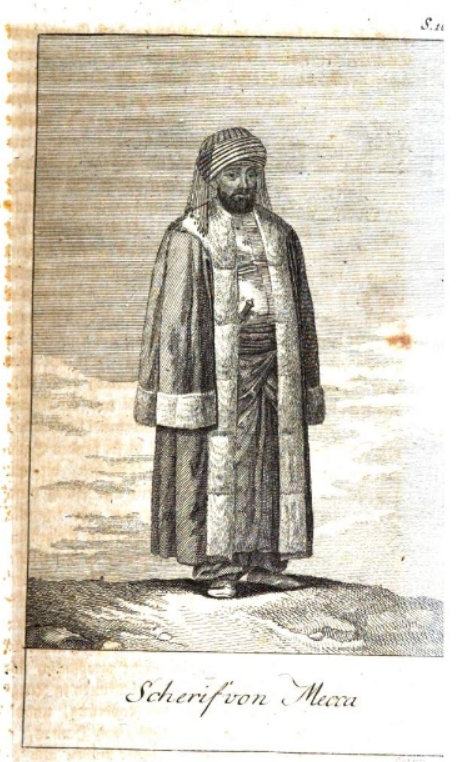
Lo Sharīf della Mecca con nappe sul turbante, calcografia nella Descrizione generale dell’impero ottomano (1793) di Ignatius Mouradgea d’Ohsson

Secondo il protocollo ufficiale, descritto da Ignatius Mouradgea d’Ohsson, lo Sharīf doveva prendere in consegna la carovana di pellegrini in arrivo alla testa del suo esercito di beduini. Mentre i pellegrini completavano i riti di pellegrinaggio alla Mecca, al monte ʿArafāt e a Minā, le sue truppe, armate con fucili, pistole, lance e giavellotti, dovevano costruire un cordone di sicurezza, che difendeva i pellegrini da pericoli esterni. Inoltre queste truppe dovevano fungere anche come polizia interna e mantenere l’ordine tra i pellegrini stessi. In ogni Ḥajj la cerimonia di insediamento era ripetuta con il dono della veste onoraria e la consegna di un documento di conferimento agli Sharīf. Colui che portava la veste onoraria era chiamato Kaftan Ağası ("Kaftan-Agha"). Al contrario lo Sharīf inviava annualmente con il Müjdeci Başı (”messaggero di pace“) un documento di risposta al sultano, che di regola gli veniva consegnato nel giorno del Mawlid nella Moschea Blu. Lo Sharīf indossava la sua veste onoraria principalmente durante gli eventi ufficiali. Egli si distingueva dagli altri Sharīf anche per la forma del suo turbante, che era ornato con nappe i cui fili d’oro cadevano sulle sue spalle.
Come base finanziaria, gli Sharīf nell’epoca ottomana aumentarono ancora le entrate doganali del porto di Jedda, con la disposizione tuttavia che dovessero ripartirle con il governatore ottomano. Un rapporto britannico dell‘anno 1787 sul commercio nel mar Rosso afferma che sia lo Sharīf di Jedda, sia lo Sharīf della Mecca avevano imposto elevate tasse sui beni importati dalle Indie da mercanti e pellegrini. Inoltre il sultano pagava elevati stipendi a tutti gli Sharīf.

#### Scambio di legazioni con gli imperatori Moghul indiani
Dalla metà del XVI secolo fino alla metà del XVIII secolo gli Sharīf intrattennero anche relazioni più strette con i regnanti moghul. Ad esempio, l'imperatore moghul Akbar I (reg. 1565–1605) inviò agli Sharīf della Mecca nell'anno 1577, assieme alla carovana di pellegrini 100 000 rupie e altri copiosi doni come ricompensa perché questi aveva inviato in India un’impronta del piede del profeta Maometto. Nel 1580 di nuovo Akbar inviò tessuti pregiati per gli Sharīf e gli altri dignitari meccani, e nel 1582 li incaricò della distribuzione di fondi per gli abitanti bisognosi di Mecca e Medina. Negli anni seguenti tuttavia le relazioni sceriffali-moghul peggiorarono, perché il sultano ottomano Murad III ordinò agli Sherif di impedire ai pellegrini indiani un’ulteriore permanenza alla Mecca e di bandire la distribuzione di elemosine dall'India alla Mecca. Ciò portò Akbar ad interrompere le relazioni con gli sherif. Nel 1607, dopo l’ascesa al potere di Jahangir, lo Sharīf Idrīs ibn al-Ḥasan inviò una legazione in India per avviare nuovamente relazioni amichevoli con l’impero Moghul. L’inviato sceriffale, che portava in dono una tenda della porta della Kaʿba, ottenne dunque udienza da Jahangir e poté fare ritorno alla Mecca con regali per gli Sharīf del valore di 100 000 rupie, anche se il nuovo regnante moghul non mostrò alcun interesse ad una cura delle relazioni con i regnanti dell'Hijaz.

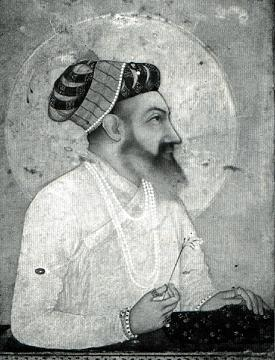
L’imperatore Moghul Shāh Jahān (reg. 1627–1658), che sostenne generosamente gli Sharīf.

A uno stretto intensificarsi delle relazioni moghul-sceriffali si giunse tuttavia durante il regno di Shāh Jahān (reg. 1627–1658). L‘imperatore Moghul non solo riprese la tradizione della carovana annuale per il Ḥajj, ma inviò anche più volte legazioni alla Mecca con regali e donativi per lo Sharīf Zayd ibn Muḥsin (reg. 1631–1667), vale a dire nel 1637, nel 1645, nel 1650 e nel 1653. A sua volta lo Sharīf mandò nel 1643 un inviato in India, che consegnò in dono a Shāh Jahān una chiave della Kaʿba, e pertanto ricevette doni da Shāh Jahān. Complessivamente Shah Jahan nel corso del suo regno fece pagamenti agli Sherif per un valore di più di 300 000 rupie. Aurangzeb, che nel 1658 detronizzò suo padre Shah Jahan e prese il potere nell'impero Moghul, l'anno seguente inviò una legazione nell’Hegiaz con un donativo di oltre 600’000 Rupie per le famiglie sceriffali di Mecca. Lo Sharīf Zayd decise tuttavia di non accettare il denaro, perché considerava il regno di Aurangzeb come illegittimo. Soltanto nel 1662, quando una nuova delegazione moghul giunse presso di lui, egli accettò il dono. Per ringraziarlo, egli stesso inviò una delegazione ad Aurangzeb, che gli consegnò in dono tre cavalli arabi e una scopa della tomba del Profeta a Medina.
I successori dello Sharīf Zayd mandarono nei decenni seguenti ancora molte altre delegazioni ad Aurangzeb, tuttavia l’imperatore Moghul si mostrò non più così generoso verso queste opportunità; in seguito espresse persino apertamente la sua indignazione per l’avidità degli Sharīf. Una legazione, che lo Sharīf Barakāt ibn Muḥammad (reg. 1672–1682) mandò ad Aurangzeb all'inizio dell‘anno 1680, dopo una lunga inutile attesa di un'udienza da parte dell’imperatore, proseguì il viaggio per Banda Aceh, dove fu ricevuta dalla sultana di Aceh, che si sentì molto onorata dalla visita dalla Mecca e ricompensò generosamente gli inviati. Nel 1683 la delegazione tornò indietro alla Mecca carica di tre qintār di oro, tre ratl di canfora, incenso e cinque lampade d’oro per la Kaʿba.
Le relazioni con gli Imperatori moghul migliorarono nuovamente dopo la morte di Aurangzeb. Gli Imperatori Moghul Bahādur Shāh I (reg. 1707–1712) e Farrukh Siyar (reg. 1713–1719) fecero arrivare agli Sharīf sussidi annuali del valore di 100 000 rupie. In seguito per motivi economici gli Imperatori Moghul non poterono più mantenere il loro sostegno finanziario agli Sharīf in questa entità, tuttavia le relazioni moghul-sceriffali restarono amichevoli fino alla metà del XVIII secolo.

#### Rapporto con la nobiltà meccana e con i beduini
Nel XVI e XVII secolo viveva alla Mecca un numero di antiche famiglie nobiliari, ai cui parenti erano tradizionalmente riservati molti degli uffici liturgici e giuridici della Mecca. Le più importanti tra queste famiglie, che furono chiamate Dhawū l-buyūtāt, erano i Banū Zahīra, i Ṭabariyyūn ed i Zamzamiyyūn. Esse formavano in certo modo una sorta di nobiltà cittadina. Queste famiglie legittimavano il loro primato nella Città Santa in base all’anzianità e a un’ascendenza nobile. ʿAlī al-Ṭabarī (morto nel 1660), un membro dei Ṭabariyyūn che scrisse una propria opera storica sulla Mecca, trattò in un intero capitolo le regole (qawāʿid) che gli Sherif erano tenuti a rispettare nei riguardi dei Dhawū l-buyūtāt, tra le quali vi era ogni sorta di onori, come ad esempio che lo Sharīf regnante dovesse riservare ai membri di queste famiglie determinati posti nelle riunioni, o partecipare ai loro funerali in caso di morte, ma anche il dovere di selezionare tra le loro file determinati ruoli amministrativi e di protocollo. Al-Tabarī attribuì allo Sherif persino il dovere di scegliersi nella cerchia dei Dhawū l-buyūtāt un “compagno” (muṣāḥib), il quale doveva stargli costantemente vicino e leggergli ad alta voce libri scientifici e letterari. Egli addusse quale motivazione di ciò il fatto che suo padre ʿAbd al-Qādir al-Ṭabarī (morto nel 1623) aveva ricevuto questo compito dallo Sharīf al-Ḥasan ibn Abī Numayy (reg. 1566–1601).
Gli Sharīf coltivavano i rapporti con i beduini dei dintorni, al punto che essi allontanavano tutti i bambini dalla madre, poco tempo dopo la nascita, anche i figli dello Sharīf regnante, e li affidavano a una tribù beduina del deserto, per farli crescere da loro. I bambini ritornavano nelle loro famiglie solo a dieci-dodici anni o anche più tardi. Tale costume, che si fa risalire allo stesso Profeta Maometto, aveva il vantaggio di rendere familiari gli Sharīf fin da bambini con la lingua e gli usi dei beduini e di creare legami duraturi con queste famiglie. Per tutta la loro vita gli allievi sceriffali mostravano rispetto e amicizia per la loro ex famiglia affidataria e la trattavano come propri parenti. Spesso addirittura preferivano i loro genitori affidatari ai loro veri genitori, che a volte non avevano mai visto. I figli dello Sharīf regnante erano solitamente cresciuti nella tribù degli ʿUdwān; le altre famiglie sceriffali mandavano prevalentemente i loro bambini negli accampamenti degli Hudhayl, dei Thaqīf o dei Banū Saʿd o a volte anche dei Quraysh o degli Ḥarb. Molti Sharīf erano inoltre sposati con donne delle tribù beduine dei dintorni.

#### Rivalità tra diversi clan sceriffali
| Dhawū Barakāt Dhawū Zaid Dhawū ʿAun |

Tavola genealogica degli ultimi regnanti sceriffali:

Dal 1631 rivaleggiarono per il potere sulla Città santa e il suo entroterra tre diversi clan di ascendenza sceriffale: i Dhawū ʿAbdallāh, i Dhawū Barakāt ed i Dhawū Zayd.
Dal 1631 al 1671 furono i Dhawū Zayd a nominare gli emiri della Mecca, finché nel 1672 lo studioso magrebino Muhammad ibn Sulaimān, in qualità di inviato ottomano, insediò al potere i Dhawū Barakāt, ma imponendo loro fin dal principio la condizione che consegnassero i tre quarti degli introiti alle altre famiglie sceriffali. Nel 1683, quando la delegazione inviata da Barakāt ibn Muhammad tornò da Aceh carica di doni, per la loro ripartizione si giunse a scontri violenti, in quanto lo Sharīf Saʿīd ibn Barakāt non acconsentì a consegnarne i tre quarti alle altre famiglie sceriffali.
Nel 1684 tornarono al potere i Dhawū Zayd, che imposero quasi tutti gli Sharīf della Mecca in carica nel seguente XVIII secolo, con qualche interruzione ad opera dei Dhawū Barakāt. Tuttavia il potere dei Dhawū Zayd fu costantemente minacciato dalle altre famiglie sceriffali. Così, verso il 1740, un clan sceriffale risalente allo Sharīf al-Hasan II ibn ʿAjlān (1394–1425), che viveva a cinque giornate di viaggio a sud di Mecca, avanzò inaspettatamente pretese sul governo della Città Santa e prese a vessare i pellegrini provenienti dallo Yemen. Per combattere contro tali Dhawū l-Hasan, lo Sharīf Masʿūd bin Saʿīd inviò nel 1742 un esercito sceriffale nel sud, comandato da suo nipote. Esso assediò le fortezze dei Dhawū l-Hasan, che furono messi in fuga verso i monti dei Banū Sulaym. L’esercito sceriffale li inseguì e poté infine catturare il capo dei Dhawū l-Hasan, un tale ʿAssāf, e i suoi più stretti seguaci, che furono condotti in catene alla Mecca e da lì gettati in prigione, dove rimasero fino alla morte, di vaiolo.
Nel 1770 i Dhawū Barakāt intrapresero un ultimo tentativo di recuperare il potere alla Mecca: col sostegno dell’emiro mamelucco d'Egitto Ali Bey al-Kabir, che inviò alla Mecca truppe guidate dal bey Abū dh-Dhahab, un esponente di tale famiglia, ʿAbdallāh ibn Husain, riuscì nel giugno di quell'anno a riportare la Città santa in suo potere. Tuttavia già ad ottobre, ritiratesi le truppe egiziane dalla Mecca, venne estromesso da Ahmad ibn Saʿīd, esponente dei Dhawū Zaid.
Secondo il resoconto dell'etnografo Jean Louis Burckhardt, fino al regno di Surūr ibn Musāʿid (1773–1788) le diverse famiglie sceriffali della Mecca conservarono un grande potere sui propri territori: ciascun capofamiglia ospitava in casa propria da 30 a 40 schiavi armati e aveva inoltre potenti amici tra i beduini; molti di loro percepivano dallo Sharīf regnante compensi per uffici sinecura, cioè senza l'obbligo di rispettarli; alcuni, poi, col loro seguito e gli schiavi, si davano al banditismo, derubando i pellegrini diretti alla Mecca. Solo Surūr, così racconta Burckhardt, ebbe ragione delle famiglie sceriffali e si incaricò di stabilire alla Mecca uno Stato di diritto: rafforzò le fortificazioni della Città santa, si acquistò una grande armata di schiavi e beduini con i proventi delle proprie attività commerciali in Yemen, e costrinse all'esilio le più potenti famiglie sceriffali. I Dhawū Barakāt, sconfitti, si ritirarono in Yemen e, in parte, nelle valli dell'Hegiaz. Il poeta francese Charles Didier ha paragonato Surūr, per il suo rafforzamento del potere dello Sharīf-emiro a discapito delle famiglie locali, al re Luigi XI e al ministro Richelieu.

#### Primi scontri con i wahhabiti
Nel corso del XVIII secolo divenne sempre più manifesto nella Mecca il movimento riformistico radicale dei wahhabiti. Già lo Sharīf Masʿūd ibn Saʿīd (reg. 1734–1759) era preoccupato di questo movimento ed inviò un documento alla Sublime porta, nel quale la informava sulla presenza dell’eretico Muhammad ibn ʿAbd al-Wahhāb nel Najd. A causa del loro insegnamento, considerato eretico dagli Sharīf e dalla Sublime Porta, i wahhabiti erano teoricamente esclusi dal prendere parte all’Hajj. A partire dal 1760 i wahhabiti, appoggiati dall’emiro saudita di Dirʿīya nel Najd, cominciarono a mandare delegazioni agli Sharīf, per chiedere il permesso di prendere parte al pellegrinaggio, con esito alterno.
Nel 1790 lo Sharīf Ghālib, in carica dal 1788, ricevé alla Mecca l'ennesima delegazione wahhabita, che tuttavia non riuscì a convincerlo dell’ortodossia del loro insegnamento. Ghālib sentiva minacciata la propria sfera di influenza dai wahhabiti, che da alcuni anni avevano convertito anche due tribù beduine higiazene nelle immediate vicinanze della Mecca. Nel 1791 inviò delle truppe nel Najd, guidate da suo fratello ʿAbd al-ʿAzīz ibn Musāʿid, che assediarono un villaggio wahhabita. Questa battaglia fu il preludio di un maggiore scontro militare, perché i wahhabiti risposero all'assedio con una chiamata al Jihād, che fu ascoltata da molti loro seguaci.
Nella primavera del 1793 Ghālib inviò una delegazione ad Istanbul, per avvisare la Sublime porta della presenza dei wahhabiti, ma lì non fu dato alcun tipo di attenzione alla faccenda. Sebbene alle truppe sceriffali si fossero congiunte diverse fazioni beduine che avevano abbandonato la fedeltà ai wahhabiti, nel 1796-97 i wahhabiti poterono conquistare Bīsha e Ranya, due località strategicamente importanti dell’Hegiaz orientale fino ad allora appartenute al territorio degli Sharīf. Nella primavera del 1798 Saud ibn Abd al-Aziz, figlio dell’emiro di Dirʿīya, inflisse a Ghālib una pesante sconfitta presso Churma. Lo Sharīf si vide infine costretto a entrare in negoziati con l’emiro di Dirʿīya, Abd al-Aziz ibn Muhammad. Nel 1799 fu concluso un accordo per una tregua, che stabilì le sfere di influenza delle due parti e concesse ai wahhabiti l’accesso alle città di Mecca e Medina.

### Lo sharif Ghālib tra francesi, britannici e wahhabiti (1798–1813)

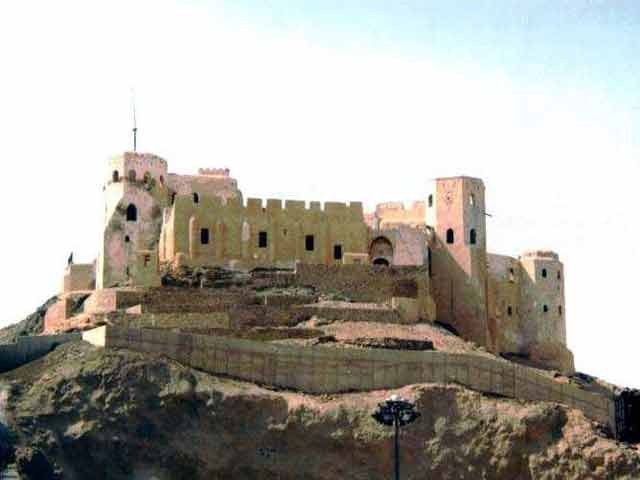
La fortezza al-Ajyād a Mecca, costruita dallo Sherif Surūr ibn Musāʿid (1773–1788) e utilizzata da Ghālib.

Ghālib fu un regnante sceriffale particolarmente ricco e ambizioso. Egli possedeva estesi possedimenti nel circondario della Mecca e di Ta'if e una piccola flotta mercantile, adibita al commercio del caffè fino ai porti dell’India. A Gedda possedeva parecchie case e caravanserragli, che affittava agli stranieri. Inoltre egli poté trattenere interamente per sé le entrate doganali del porto di Gedda, che in realtà avrebbe dovuto dividere con gli Ottomani. Altri mercanti che utilizzavano con le loro navi i porti di Gedda o Yanbuʿ dovevano pagargli un elevato dazio doganale. All’apice del suo potere la sua entrata annua era circa 350.000 sterline. Con i suoi averi Ghālib costituì un esercito, che consisteva di 400 yemeniti, 400 beduini Yāfiʿ, 400 hadramiti, 400 magrebini e 400 afgani.
Ghālib ricercò anche maggiore indipendenza dalla Sublime porta. Stabilì nei diversi distretti dell‘Hegiaz dei governatori, che portavano il titolo di Visir. Egli costrinse i pascià ottomani che accompagnavano le carovane di pellegrini a riconoscere la sua supremazia su tutti gli affari, e sparse la voce in tutto l‘Hegiaz che egli fosse superiore in rango ad ogni funzionario ottomano e chelo stesso Sultano di Costantinopoli, secondo una rigida etichetta, dovesse stare in piedi dinanzi a lui e rendergli omaggio. Dopo che nel 1798 Napoleone Bonaparte ebbe occupato l’Egitto, Ghālib considerò ciò come una favorevole opportunità per svincolarsi dalla supremazia ottomana. Ali Bey al-Abbasi, che visitò la Mecca all’inizio del XIX secolo, osservò che gli Ottomani alla Mecca “non possono immischiarsi in niente che riguardi l’amministrazione, che è interamente nelle mani dello Sherif, il quale vi governa come un sultano indipendente”. Al contrario Ghālib sviluppò un rapporto amichevole con i francesi e ricevette anche inviati francesi alla sua corte. I francesi si impegnarono con lui a mantenere le sovvenzioni egiziane per la Mecca.
Temendo che Ghālib potesse fare causa comune con i francesi, il governo britannico in India inviò all’inizio del 1800 l‘ammiraglio John Blankett a Gedda per prendere contatti con lo Sherif. Ghālib lo accolse tuttavia in modo piuttosto ostile, poiché temeva che i britannici si sarebbero mobilitati per ristabilire la supremazia ottomana sulla Mecca. Quando alla fine del 1800 i piani per un’occupazione britannica dell’Egitto si concretizzarono, i britannici inviarono a Gedda una delegazione, guidata da Home Riggs Popham, per condurre negoziati con Ghālib per lo stabilimento di una colonia commerciale anglo-indiana a Gedda. Tuttavia i negoziati si rivelarono molto difficili, perché la Mecca dipendeva dai rifornimenti di grano dall’Egitto e lo Sherif immaginava che i francesi sarebbero rimasti a capo dell’Egitto. Poiché Ghālib restò inflessibile nei negoziati anche nella primavera del 1801, il nababbo Mahdī ʿAlī, che partecipava ai negoziati dalla parte britannica, avanzò la proposta di sostituire Ghālib con suo fratello, che aveva già governato per pochi mesi nel 1788, e ciò fu approvato dal governo britannico in India. Tuttavia, il ritiro delle truppe francesi dall’Egitto fece sì che il piano non venisse più realizzato.
Nel frattempo, Ghālib si trovò sempre più a dover affrontare gli attacchi di milizie wahabite nel suo territorio. Per negoziare di nuovo la pace del 1799, nel 1801 egli inviò a Dirʿīya il suo Visir e cognato ʿUthmān ibn ʿAbd al-Rahmān al-Mudāyifī, che tuttavia si mise al servizio dell’emiro saudita. Col sostegno dell’emiro wahabita di Bīsha, ʿUthmān conquistò la città di Ta'if nel febbraio 1083 e successivamente Qunfudha. Nel frattempo Saud, che in quell’anno aveva assunto la guida dei wahhabiti, mosse con un esercito verso la Mecca. Ghālib, dopo aver inutilmente tentato di convincere i capi delle carovane di pellegrini a un intervento contro i wahhabiti, nel marzo 1803, prevedendo una sicura sconfitta, si ritirò nella ben fortificata città di Gedda. Nell’aprile 1803 Saud entrò in Mecca senza combattere, vi insediò come emiro il fratello di Ghālib, ʿAbd al-Muʿīn, e vi stazionò una piccola guarnigione di wahhabiti; mosse quindi verso Gedda, ma non riuscì a conquistare la città e si ritirò con il suo esercito nel suo paese di origine. Ghālib continuò la resistenza contro i wahhabiti, e nel luglio 1803 riconquistò la Mecca.
Presto i rapporti di forza mutarono nuovamente a favore di Saud, che nel 1804 riuscì a conquistare Medina. Dopo un assedio della Mecca di diversi mesi da parte di ʿUthmān, Ghālib si arrese finalmente nel febbraio 1806. Tutti i soldati dello Sherif dovettero lasciare la Mecca al comando di Saud, e la sua autorità fu annullata. Ghālib dovette accettare la supremazia dell’emiro di Dirʿīya e riconoscere il wahhabismo come unica dottrina islamica vigente. Secondo diverse fonti europee, egli stesso si convertì alla fede wahhabita. Nell‘ottobre 1806, tuttavia, poté tornare alla Mecca, dove fece erigere per sé una nuova fortezza sul monte Hindī. Ghālib rimase ancora in carica come emiro della Mecca, si dedicò al commercio marittimo e inviò navi verso Mokha, Mascate e Surat in India. Inoltre egli poté espandere il suo governo su Suakin e Massaua sulla costa africana del Mar Rosso.

### Interregno egiziano (1813–1840)

Dopo la conquista dell'Hegiaz dalle truppe di Mehmet Ali gli sherif della Mecca erano in gran parte impotenti.

Nell‘anno 1811 il viceré egiziano Mehmet Ali si volse per ordine del sultano ottomano nella guerra contro i wahhabiti. Nel 1813 egli entrò alla Mecca, combatté Ghālib e lo esiliò in Egitto e successivamente a Salonicco, dove egli morì di peste nel 1816. Allora come nuovo emiro fu nominato nel 1813 Yahyā ibn Surūr, un nipote di Ghālib. Il pascià gli assegnò uno stipendio di 800 piastre, con il quale avrebbe dovuto sostenere le sue truppe e la sua famiglia, e attribuì a sé tutte le altre fonti di reddito dell’emirato, tra cui le entrate doganali del porto di Gedda. Il nuovo emiro divenne un pascià egiziano di secondo piano ed esercitò la sovranità soltanto nominalmente. Per le relazioni con i beduini e sherif era ora responsabile Shanbar ibn Mubārak, che proveniva dalla famiglia sceriffale dei Manāʿima, da secoli lontana dal governo. Anche sul piano della giurisprudenza l’influsso degli sherif si ridusse. Tutti i processi venivano ora decisi da tribunali regolari. Il Qādī della Mecca nominato da Mehmet Ali presiedeva anche i tribunali di Gedda e Ta'if.
Jean Louis Burckhardt, che visitò la Mecca nel 1814, dà nel suo diario di viaggio una descrizione dell’abbigliamento che lo sherif regnante e gli altri sherif meccani indossavano al suo tempo: "lo Sherif si veste allo stesso modo di tutti i capi delle famiglie sceriffali della Mecca, egli indossa abitualmente una gonna di seta indiana, su essa un bianco abaya della più pregiata manifattura di al-Hasa sul golfo Persico, uno scialle di cashmere sulla testa ed ai piedi pantofole gialle o a volte sandali." Burckhardt indica che gli sherif della Mecca, come segno di distinzione rispetto ai non sherif, non indossavano alcun turbante verde, bensì un alto berretto di lana di colore verde, attorno al quale ponevano lo scialle di cashmere o di mussola bianca. Se lo sherif regnante cavalcava, lo accompagnava un cavaliere con un parasole di foggia cinese con nappe di seta, che teneva sempre sulla sua testa quando il sole lo molestava. Questo era l'unico segno nobiliare attraverso il quale lo sherif si distingueva quando appariva in pubblico. Tuttavia al tempo in cui Burckhardt si stabilì alla Mecca, vi erano rimasti soltanto pochi sherif da vedere: 300 di loro erano stati esiliati assieme a Ghālib in Egitto, altri si erano rifugiati presso i wahhabiti o nello Yemen. I pochi che erano rimasti nell'Hegiaz erano occupati come comandanti dell'esercito di Mehmet Ali o da questi incorporati in un piccolo corpo di beduini guidato dallo sherif Rājih.
Per minare il potere dei Dhawū Zaid, Mehmet Ali promosse i Dhawū ʿAbdallāh e nel 1827 nominò uno di loro, Muhammad ibn ʿAbd al-Muʿīn, come nuovo emiro di Mecca. Anche i successivi sherif della Mecca furono quasi tutti discendenti di Muhammad ibn ʿAbd al-Muʿīn. Dal nome di suo nonno ʿAun ibn Muhsin gli appartenenti a questo ramo della famiglia dei Dhawū ʿAbdallāh furono indicati come Dhawū ʿAun. Dopo un conflitto con il governatore egiziano Ahmad Pascià, tuttavia, Muhammad ibn ʿAbd al-Muʿīn fu trasferito al Cairo nel 1836 e lì imprigionato. Nel periodo fino al 1840 l'Hegiaz rimase sotto la diretta sovranità egiziana.

### Secondo dominio ottomano (1840–1914)

#### Il nuovo atteggiamento verso l’autorità ottomana

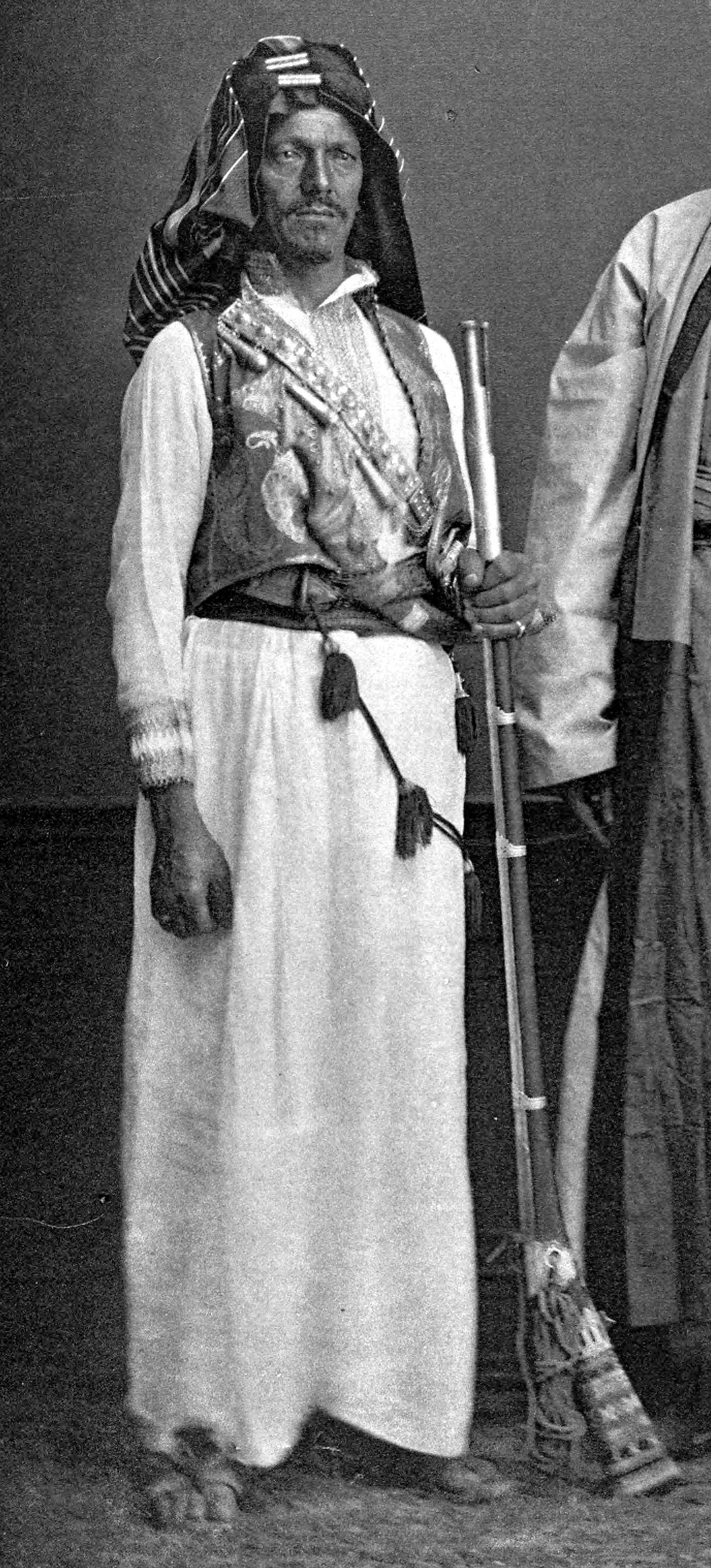
Beduini della Guardia sceriffale, foto di Pascal Sebah (1873)

Dopo che nel 1840 con la Convenzione di Londra gli Ottomani ebbero riottenuto la sovranità sull’Hegiaz, essi ristabilirono lo sherif Muhammad ibn ʿAbd al-Muʿīn nel suo ufficio. Inoltre inviarono un caimacam a Gedda, al di sopra del cui ufficio stabilirono lo sherif.
Per assicurare il buon comportamento dello sherif in carica, le autorità ottomane tennero i suoi figli come ostaggi ad Istanbul. La permanenza nella capitale servì anche affinché i futuri regnanti sceriffali facessero conoscenza delle dogane ottomane e della politica interna ed estera dell'impero. Come indicato dallo studioso tunisino Muhammad Bairam (1840–1889), i figli dello sherif ebbero durante il loro soggiorno ad Istanbul il rango di Visir e furono anche membri del Consiglio della Shura dello Stato. I figli dello sherif Muhammad ibn ʿAbd al-Muʿīn furono insigniti dal 1848 uno dopo l’altro anche del titolo di pascià.
Altri membri della famiglia sceriffale erano dunque tenuti in grande onore ad Istanbul, sia per tenere lontani dallo sherif regnante sgradevoli rivali, sia anche per avere a disposizione un rapido sostituto nel caso in cui lo sherif si fosse dimostrato inaffidabile. Nel 1851, ad esempio, gli Ottomani sostituirono lo sherif Muhammad ibn ʿAbd al-Muʿīn con ʿAbd al-Muttalib ibn Ghālib, della famiglia rivale dei Dhawū Zaid. E quando nel 1855, a causa dell'abolizione della tratta degli schiavi, si giunse ad una rivolta alla Mecca, alla cui guida si pose ʿAbd al-Muttalib, ristabilirono nel 1856 di nuovo Muhammad ibn ʿAbd al-Muʿīn, dei Dhawū ʿAun, che nel frattempo aveva vissuto in esilio ad Istanbul.
Lo scrittore svizzero Charles Didier, che nel 1854 visitò lo sherif ʿAbd al-Muttalib a Ta'if e nel 1857 ne pubblicò un resoconto, riteneva che il vero sceriffato fosse già finito con Ghālib, perché tutti i seguenti Sherif-Emiri (come venivano denominati dalla Porta) erano soltanto funzionari del governo ottomano e avevano conservato soltanto "una parvenza di potere". Ricerche più recenti hanno nel frattempo indicato che l'autonomia degli sherif durante il secondo impero ottomano andò soggetta a grandi fluttuazioni. Nel 1869 gli Ottomani, nel corso della politica di Tanzimat, istituirono alla Mecca e nelle altre città dell'Hegiaz un Consiglio comunale (maǧlis idāra) ed un Consiglio di giustizia (maǧlis at-tamyīz). Tuttavia questi corpi sembrano essere esistiti soltanto formalmente.

#### I britannici, i Dhawū ʿAun e la visione di un califfato sceriffale

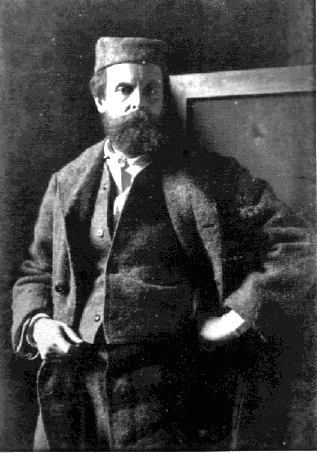
Wilfrid Scawen Blunt sognò nel 1881 un califfato sceriffale

A differenza dei Dhawū Zaid, i Dhawū ʿAun, che regnarono alla Mecca dal 1856, furono in buoni rapporti con britannici ed europei. Il figlio di Muhammad ibn ʿAbd al-Muʿīn, ʿAbdallāh ibn Muhammad, che regnò dal 1858 al 1877, aprì l’Hegiaz al commercio europeo. Un comportamento particolarmente favorevole ai britannici mostrò lo sherif al-Husain ibn Muhammad (regno 1877–1880). Quando l'emiro afgano Shir Ali Khan diede problemi ai britannici, non volendo tollerare alcuna presenza britannica a Kabul, il console britannico a Gedda James Zohrab poté ottenere una proclamazione di al-Husain nella quale questi esortava Shir Ali Khan a una collaborazione con i britannici. Inoltre al-Husain si adoperò per gli interessi dei musulmani delle Indie britanniche che giungevano alla Mecca per l’Hajj. Poiché a quel tempo il sultano ottomano era molto indebolito a seguito della sconfitta nella guerra russo-ottomana, grandi speranze si diressero su al-Husain. Lo scrittore britannico Wilfrid Scawen Blunt indica che gli arabi a quel tempo parlavano apertamente di eleggere califfo al-Husain al posto del sultano.
Tuttavia al-Husain venne ucciso da un afgano vestito da derviscio nel marzo 1880. I diplomatici britannici ricondussero ciò all’atteggiamento filocristiano e filobritannico di al-Husain, in particolare perché gli ottomani poco dopo fecero annunciare di voler ristabilire come sherif l'antibritannico ʿAbd al-Muttalib dei Dhawū Zaid. Secondo Blunt prevalse l'impressione generale che l'assassino di al-Husain provenisse dalla Turchia, e molti ritennero che la “Stamboul Camarilla“ e il sultano avessero organizzato l’omicidio in combutta. Sebbene Mahmud Nedim Pascià ed anche Austen Henry Layard, ambasciatore britannico ad Istanbul, non attendessero il reinsediamento di ʿAbd al-Muttalib in virtù del suo ruolo nella rivolta del 1855, il sultano non si fece dissuadere dal suo proposito, ed ʿAbd al-Muttalib, a quasi 90 anni di età, poté nuovamente assumere il suo ufficio in maggio.
James Zohrab sottolineò a quel tempo con lettere al governo britannico che fosse un dovere dell’Inghilterra sostenere la famiglia degli ʿAun, che aveva da sempre dato una mano in difesa dei britannici nell’Hegiaz. Zohrab richiese anche che i britannici non dovessero più lasciare al sultano ottomano la prerogativa di scegliere lo sherif, con l’argomento che l’Inghilterra aveva quattro volte più musulmani sotto il suo dominio che il sultano. Blunt sognava nel 1881 un “trasferimento della sede del potere spirituale da Costantinopoli alla Mecca“ e sottolineò che in considerazione del declino dell'impero ottomano la “massa dei maomettani” cercava nella famiglia sceriffale di Mecca un rappresentante della propria guida suprema e del califfato. La famiglia sceriffale avrebbe dovuto soppiantare gli ottomani come “nuova dinastia“ e con ciò permettere il raggiungimento di una “teocrazia musulmana”. Politicamente, così riteneva Blunt, il ”califfo della Mecca“ sarebbe stato meno influente di quello nel Bosforo, ma religiosamente avrebbe avuto una posizione molto stabile, perché discendeva dai Quraysh. Blunt collegava al futuro califfato meccano la speranza che esso avrebbe contribuito a una “riconciliazione degli scismatici, degli Ibaditi e degli sciiti con l’ortodossia (sunnita)“ e ad una generale riforma dell’Islam. Tuttavia egli pensava che solo uno sherif dei “liberali” Dhawū ʿAun avrebbe potuto realizzare questo ruolo.

#### L’iniziativa di Osman Pascià per contrastare gli Sherif

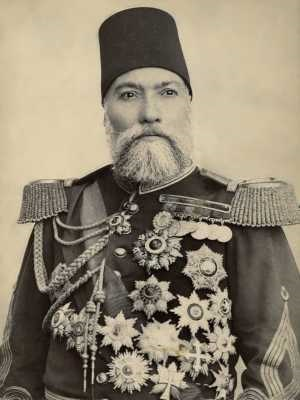
Topal Osman Nuri Pascià, governatore ottomano dell’Hegiaz dal 1881 al 1886

ʿAbd al-Muttalib scrisse nel 1881 una lettera alla Sublime porta, nella quale egli accusava i Dhawū ʿAun di preparare una rivolta. Contemporaneamente giunsero voci che ʿAbd al-Muttalib complottasse contro l’impero ottomano assieme a Muhammad al-Mahdī as-Sanūsī, il capo dell’ordine della Sanūsīya. Il sultano ottomano inviò dunque il giovane generale Topal Osman Nuri Pascià con 2000 soldati in una “missione speciale“ nell'Hegiaz. Scopo di questa missione era un contenimento dei poteri e privilegi dello sherif. Un aiutante di campo del generale alla Mecca nel novembre 1881 fece proclamare alla Mecca che lo sherif non avesse più alcuna responsabilità di giurisdizione sulla Mecca e che la responsabilità per i beduini fosse trasferita al governatore ottomano. Osman Nuri Pascià, dopo il suo arrivo nominato governatore dell’Hegiaz, vi assunse tutti i ruoli governativi e inviò nel febbraio 1882 un memorandum generale alla Sublime Porta per una riduzione dei poteri dello sherif. Osman Pascià vi suggeriva che lo Sherif non dovesse avere più alcuna funzione giudiziaria e non dovesse più possedere un proprio esercito, tranne un piccolo numero di forze zabtiya, che gli era stato assegnato dal Vâlî ottomano. Inoltre, che lo Sherif dovesse lasciare al Vâlî ottomano un ampio numero di altri compiti: la cura degli affari dell'haram e delle opere pie nell‘Hegiaz, il diritto di nomina dei Muftī delle quattro scuole giuridiche, del capo degli Sherif (naqīb al-ašrāf), del Muḥtasib, dei capi delle corporazioni, dei capi dei diversi quartieri cittadini e degli sceicchi delle diverse tribù beduine. Tutte queste persone avrebbero dovuto essere stabilite dal Vâlî. Solo per la distribuzione delle donazioni annuali alle tribù beduine e per l'arbitrato nelle contese tra queste tribù lo sherif avrebbe dovuto ancora avere voce in capitolo. Lo scopo di Osman Pascià era di spogliare lo sherif del suo potere temporale e ridurlo al ruolo di un "sommo sacerdote".
Il memorandum di Osman Pascià fu recepito positivamente dalla Sublime Porta, e il sultano ordinò che queste limitazioni del potere sceriffale avrebbero dovuto essere menzionate in ogni futura lettera di nomina di uno sherif. Lo sherif ʿAbd al-Muttalib cercò di sottrarsi alla pressione incalzante chiedendo nel giugno 1882 di essere destituito del suo ruolo di emiro della Mecca e il permesso di ritirarsi a Medina. Osman Pascià tuttavia non acconsentì a ciò, avendo il sospetto che ʿAbd al-Muttalib volesse allearsi con gli Āl Rashīd di Ha'il e mettersi sotto protettorato britannico. Quando alla fine di agosto 1882 furono intercettati dei corrieri con lettere di ʿAbd al-Muttalib che rafforzavano tale sospetto, Osman Pascià lo accusò di intenzioni ribelli, lo depose e lo fece arrestare. Come nuovo sherif fu stabilito in settembre ʿAun al-Rafīq, un altro figlio di Muhammad ibn ʿAbd al-Muʿīn. I britannici furono molto sollevati per la deposizione di ʿAbd al-Muttalib, anche perché vedevano in lui un alleato del loro nemico Aḥmad ʿOrābī.
Per distruggere la base di potere degli sherif a Gedda, Osman Pascià fece prendere prigioniero il loro agente locale ʿUmar Nasīf e condannarlo a 15 anni di carcere. Nel 1884 Osman Pascià assunse l’antico titolo di ”sceicco dell‘Haram“ (šaiḫ al-ḥaram) e fu elevato dal sultano a mushīr ("generale"). Così egli condusse gli ʿulamā e i funzionari dell'Haram completamente sotto il proprio controllo. Secondo rapporti del consolato britannico in Gedda "la parola di Osman Pascià era legge in tutti gli affari grandi e piccoli." ʿAun al-Rafīq, il nuovo Sherif, era consapevole della perdita di potere del suo ufficio e si ritirò quasi completamente dalla vita pubblica. Egli riceveva soltanto una visita generale il venerdì, mentre gli altri giorni rimaneva disponibile solo per gli amici. Un'opposizione venne tuttavia dagli studiosi e dai notabili, che non erano d'accordo che il governatore ottomano si fosse appropriato dei poteri dello Sherif. Otto di loro furono inviati in esilio da Osman Pascià. Inoltre Osman Pascià si servì del proprio controllo degli stipendi di studiosi e sherif per esercitare pressione su di loro.

#### La restaurazione dello Sceriffato dopo il ritiro di Osman Pascià

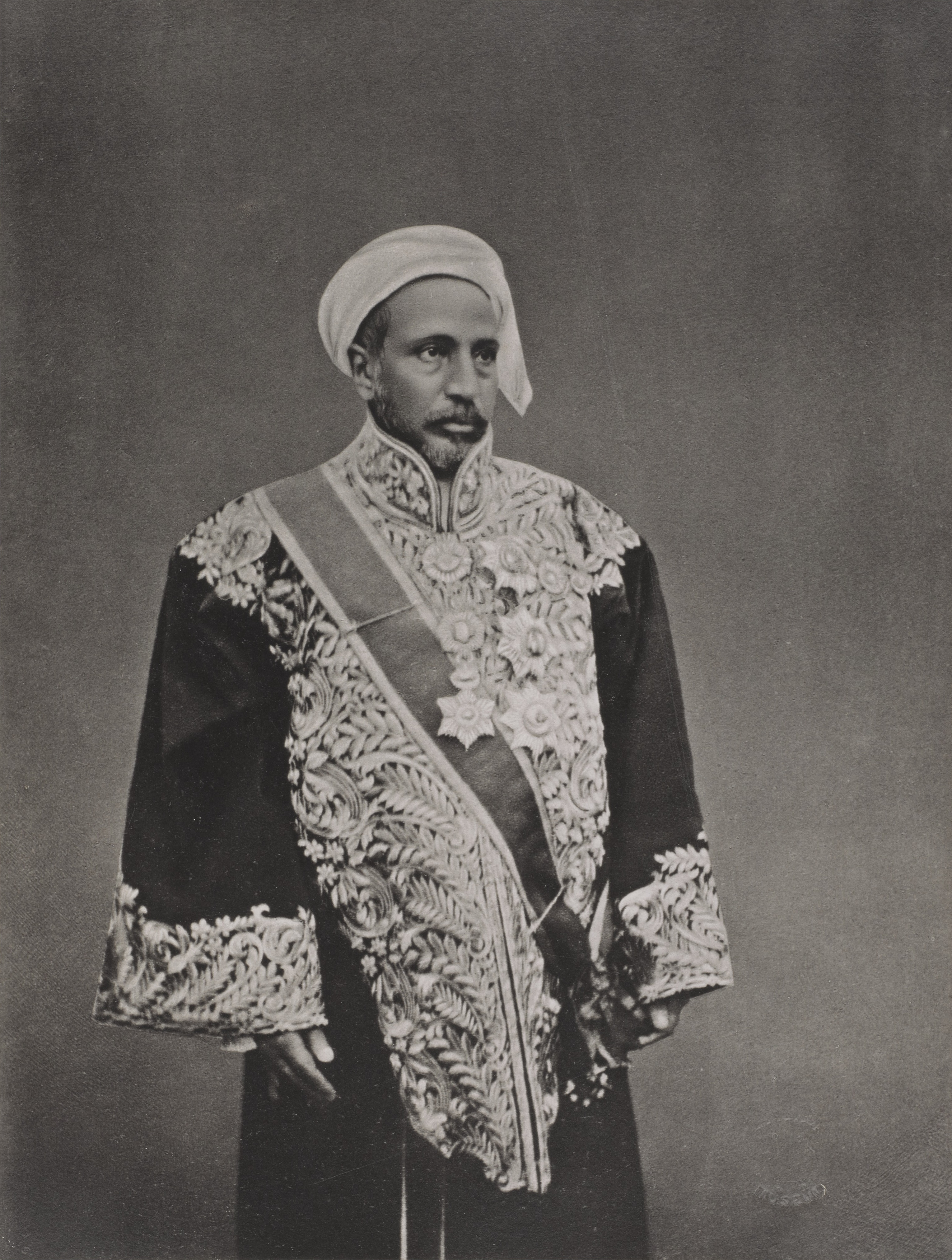
Lo Sherif ʿAun al-Rafīq (reg. 1882–1905) in turbante e veste onoraria

Osman Pascià non esercitò pressione solo sugli studiosi e notabili locali, ma cercò anche di intimidire le tribù beduine. Nell'estate 1883 si giunse a uno più grande scontro tra la più potente di loro, i Banū Harb, che controllavano la strada tra la Mecca e Medina, e le truppe di Osman, durante il quale egli impedì le consegne annuali di grano alla tribù. Questa politica rese Osman Pascià molto sgradito nell’Hegiaz, così che si formò alla Mecca un’opposizione contro di lui. Alla fine del 1885 le tensioni proseguivano, quando Osman Pascià annunciò nel consiglio comunale della Mecca il suo piano di voler introdurre un nuovo sistema di amministrazione dei quartieri con sindaci eletti (Mukhtar). Egli respinse le obiezioni contro questo piano con l’osservazione che “la Mecca non fosse migliore di Istanbul“. In risposta a ciò furono affisse delle note alle porte della Santa Moschea, in cui una ”unione islamica“ malediva Osman Pascià e ne invocava l'assassinio.
Lo Sherif ʿAun al-Rafīq si pose allora a capo del movimento di opposizione contro Osman Pascià e inviò molte lettere e telegrammi a Istanbul, in cui si lamentava del comportamento irrispettoso del governatore ottomano nei confronti degli studiosi e delle tribù beduine. Contemporaneamente 27 importanti studiosi e sherif inviarono una petizione al sultano in cui si lamentavano del comportamento repressivo del governatore ed en passant minacciavano di emigrare dall’Hegiaz. Infine nell’autunno 1886 lo sherif si ritirò a Medina e da lì inviò una legazione alla Sublime Porta che richiedeva di deporre o lui o il Wālī, perché gli era impossibile un ritorno alla Mecca fintanto che Osman continuasse a restarvi. La lotta per il potere tra le due parti terminò quando alla fine del 1886 il sultano trasferì Osman Pascià ad Aleppo. La misura fu un segno del fallimento della politica ottomana volta a ridurre il potere dello sherif.
ʿAun al-Rafīq uscì rafforzato dalla lotta per il potere. Dopo il suo ritorno alla Mecca fece incidere sopra la porta del suo palazzo le parole: “Ufficio del nobile emirato e del sublime governo“ (Dāʾirat al-amāra al-ǧalīla wa-l-ḥukūma as-sanīya). A causa del suo stretto legame con le tribù beduine del circondario continuò ad avere un ruolo importante nell’organizzazione delle carovane di pellegrini. Egli aveva un’influenza decisiva nella scelta delle strade così come nello stabilire i prezzi di nolo dei cammelli. Egli stabilì un ufficiale dell’Hajj (maʾmūr al-ḥaǧǧ) per l’accompagnamento delle carovane così come un tassatore (muqauwim) per la fornitura dei cammelli necessari. Inoltre durante il pellegrinaggio il Grande Sceriffo poté rinsaldare relazioni con rilevanti personalità musulmane. “Principi musulmani dall’India, emiri dall’Arabia, grandi sceicchi da diverse tribù e persone di alto rango sono suoi ospiti durante queste feste religiose“, scrive un osservatore arabo contemporaneo. Ancora fino alla fine del diciannovesimo secolo veniva annualmente portato alla Mecca con la carovana siriana un documento di investitura da parte del sultano ottomano verso lo sherif, che poi veniva letto pubblicamente durante il pellegrinaggio a Minā. A questa cerimonia partecipavano abitualmente il Wālī, il comandante militare ottomano ed i notabili e gli studiosi della città. Poi allo sherif veniva donata una veste d’onore del sultano, ed i presenti si congratulavano con lui. Inoltre lo sherif ottenne retribuzioni fisse dalla Surra egiziana nell’ammontare di 479,50 lire egiziane. La principale fonte di reddito dello sherif erano tuttavia le tasse che questi otteneva sui cammelli dell‘Hegiaz.

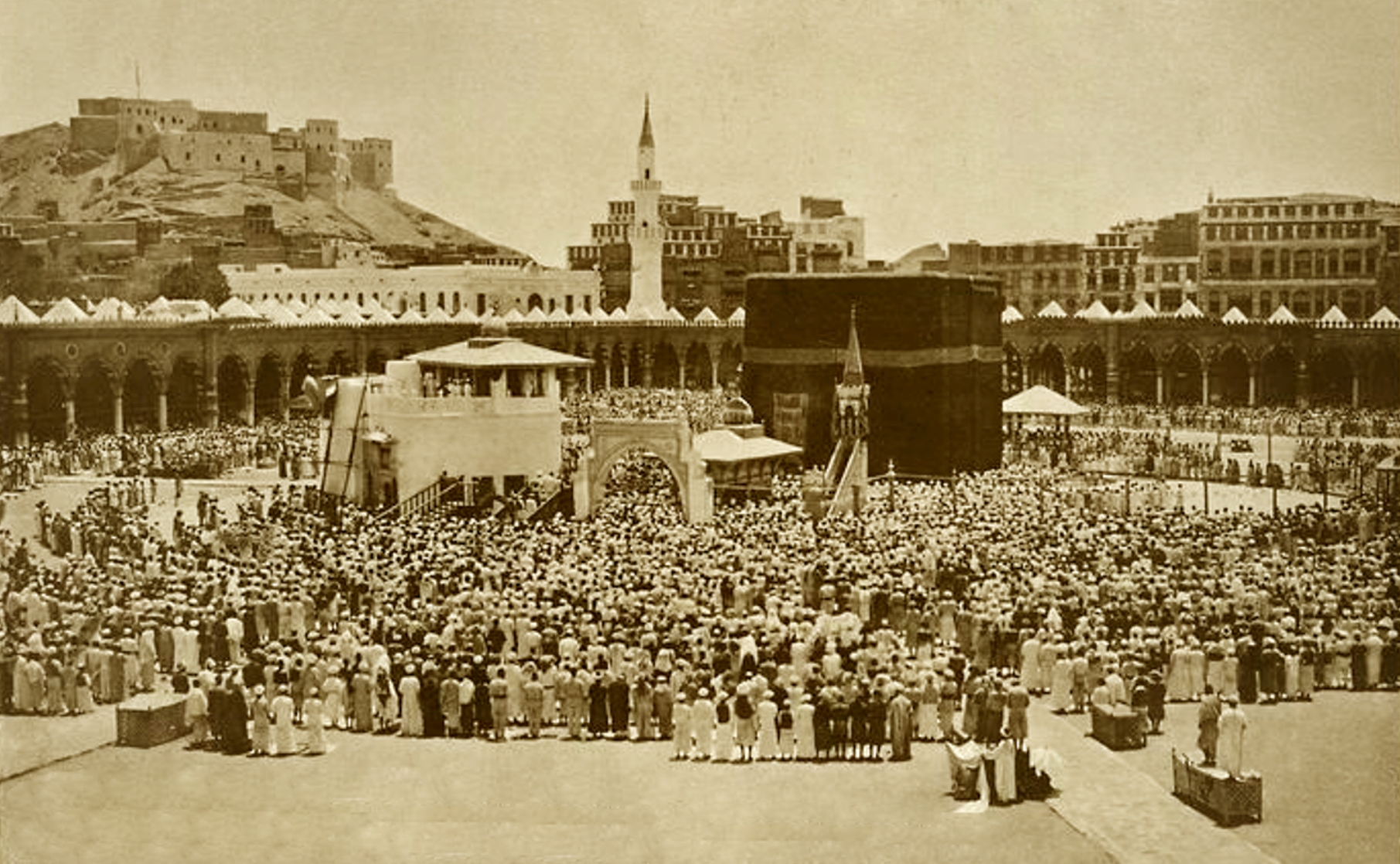
La Mecca nel 1889 con la fortezza Ajyād sullo sfondo.

Tuttavia nel corso del tempo ʿAun al-Rafīq si trasformò sempre più in un tiranno dispotico e sfruttatore, cui tutti si arresero impotenti. Come Uthman Pascià prima di lui, anch'egli si comportò duramente e senza rispetto verso studiosi, sherif e sceicchi beduini, e trattenne per sé stipendi e forniture di grano destinate dal governo ottomano a questa cerchia. Inoltre impose ai pellegrini elevate tasse ed imposte che furono percepite come arbitrarie. Di queste faceva parte anche il pagamento di ”offerte“ per la ferrovia dell’Hegiaz. Come è stato riportato, egli faceva restare i pellegrini alla Mecca fintanto che avessero speso tutti 1 riyal; coloro che rifiutavano il pagamento li faceva arrestare. Inoltre egli esigeva imposte dai mutauwifūn per la loro autorizzazione, per essere abilitati a prendersi cura dei pellegrini di un certo territorio, ed introdusse licenze per tutti coloro che erano occupati nel “settore dei servizi per l’Hajj”. In questo modo il pellegrinaggio divenne più costoso per i pellegrini, mentre contemporaneamente le strade divennero più insicure a causa delle cattive relazioni dello sherif con gli sceicchi beduini.
Pertanto all'appressarsi del XX secolo si erano accumulate in Egitto, India e Asia del Sud Est doglianze contro ʿAun al-Rafīq. Nonostante queste lamentele il sultano ottomano Abdul Hamid II si tenne tuttavia stretto lo sherif. Ibrāhīm al-Muwailihī, un noto giornalista egiziano, espresse il sospetto che il sultano facesse ciò per rendere in tal modo manifesti “i misfatti dei successori del Profeta“, affinché gli uomini si allontanassero da loro. Così egli si poteva difendere da quel detto, che ancora veniva costantemente ripetuto, secondo cui gli imam dovessero appartenere ai Quraysh. Al-Jawā'ib, un giornale pubblicato da Chalīl Mutrān, riferì che uno dei cortigiani avesse suggerito al sultano di deporre ʿAun al-Rafīq, ma egli avesse rifiutato di farlo con la motivazione di volerlo lasciare come “un monito ed un esempio“ per coloro che trovassero sgradevole la ”tirannia del califfo dei turchi”, affinché conoscessero come sarebbe la ”tirannia del califfo degli arabi”.

#### Lo sviluppo delle relazioni tra sherif e britannici

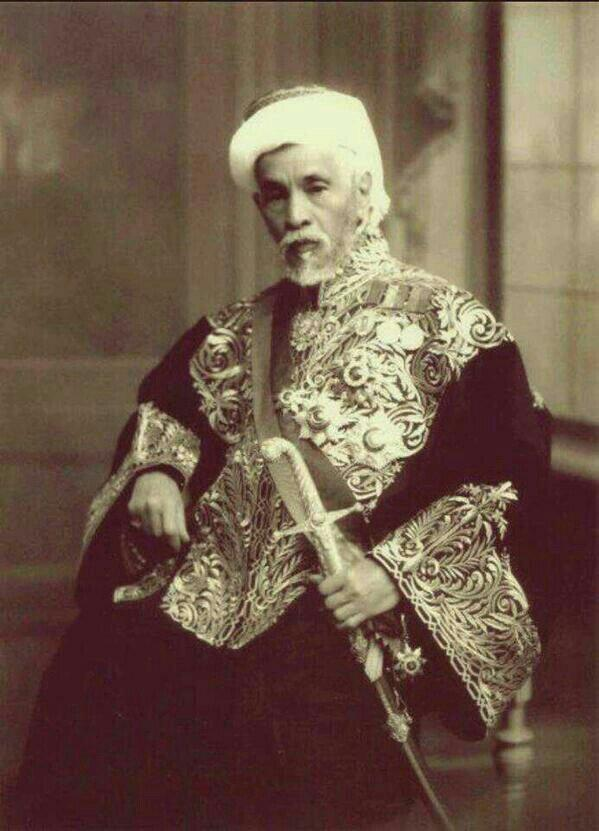
Lo sherif ʿAlī Bāsha ibn ʿAbdallāh (regno 1905–1908)

Nonostante ʿAun al-Rafīq appartenesse ai Dhawū ʿAun, il suo atteggiamento verso i britannici fu nondimeno negativo. La sua nomina a sherif nel settembre 1882 era stata effettivamente molto ben accolta da parte britannica;tuttavia le alte aspettative si tramutarono presto in delusione, in quanto ʿAun al-Rafīq evitava i contatti con i britannici ed estorceva elevate somme di denaro ai pellegrini dell’India britannica. Nel 1895 le relazioni tra britannici e sherif sperimentarono un punto di minimo quando Abdur Razzack, da molti anni viceconsole britannico a Gedda, venne assassinato dai beduini presso la città, e lo sherif non intraprese alcun tipo di sforzo per risolvere il crimine. Precedentemente si era giunti a proteste violente dei pellegrini e della popolazione locale per effetto dell’introduzione di disinfettorii da parte delle autorità ottomane. In questo frangente l'Alto commissario ottomano in Egitto, Ahmed Muhtar Pascià, suggerì di deporre l’emiro e trasferire tutti i poteri nell’Hegiaz al governatore ottomano.
Solo all’inizio del XX secolo le relazioni tra lo sherif e i britannici migliorarono di nuovo, ciò che fu dovuto anche al fatto che ʿAun al-Rafīq si servì per due volte della consulenza di medici del consolato britannico. I britannici stabilirono in questo tempo una stretta relazione con il nipote di ʿAun, ʿAlī Bāsha ibn ʿAbdallāh, da essi ritenuto suo potenziale successore. Il miglioramento delle relazioni tra sherif e britannici fu osservato con diffidenza da parte ottomana. Salih Münir Pascià, l’ambasciatore ottomano a Parigi, espresse nell’agosto 1903 il sospetto che i britannici puntassero a svincolare gradualmente l’Arabia, con il Najd e l’Hegiaz, dal dominio del governo ottomano, a trasferire il califfato agli sherif, che poi sarebbero rimasti sotto influenza britannica, ed a condurre infine l’Arabia, il Najd e l’Iraq sotto la protezione britannica e renderle colonie, come già avevano fatto precedentemente con Aden ed altri territori.
Per iniziativa britannica, nel 1905 ʿAlī Bāsha venne nominato come nuovo Grande Sceriffo. Tuttavia appena tre anni dopo venne deposto a causa del suo atteggiamento ostile nei confronti del nuovo governo dei Giovani Turchi, ma fu rimpiazzato da un altro nipote di ʿAun, che non era meno filobritannico di lui, cioè Husain ibn ʿAlī. Questo Grande Sceriffo, che prima del suo insediamento in carica nel novembre 1908 aveva vissuto molti anni ad Istanbul, cercò di incrementare l’influenza dello Sceriffato sulla penisola arabica, e appena dopo l’entrata in carica inviò delegazioni nella provincia di 'Asir e verso la provincia di al-Qasim, per prendere contatti con le tribù che vi abitavano. Come i suoi due predecessori, Husain si oppose ai tentativi di centralizzazione ottomani e fece tutto ciò che era in suo potere per impedire un’estensione della ferrovia dell’Hegiaz al di là di Medina fino alla Mecca.

### Il ruolo dello sherif Husain durante la prima guerra mondiale

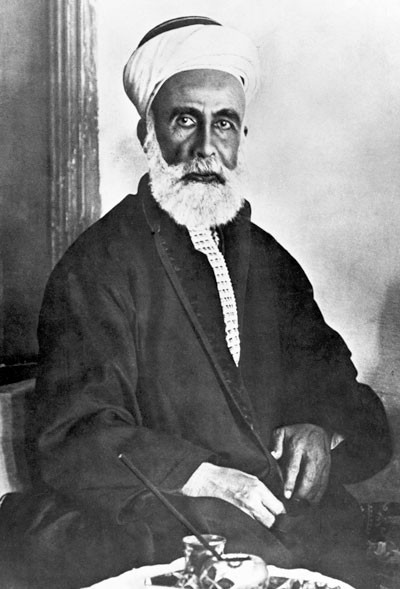
Lo Sherif Husain ibn ʿAlī nel dicembre 1916

Nel settembre 1914, poco dopo lo scoppio della prima guerra mondiale, lo sharif divenne un importante tema di politica internazionale, in quanto i britannici ambivano a rendere gli sherif indipendenti dal califfato ottomano e se possibile ad elevarli a califfi, e questo desiderio era condiviso anche da alcuni arabi di tendenza panarabista.
Dei piani britannici venne a conoscenza anche il tedesco Max von Oppenheim, futuro principale organizzatore della propaganda della Jihād tedesca, tuttavia egli li considerò irrealistici poiché, pur riconoscendo che lo sherif Husain avesse una certa influenza nel mondo islamico, riteneva che sarebbe rimasto leale al governo ottomano.
Anche il diplomatico tedesco Curt Max Prüfer sottovalutò la situazione, ritenendo che il governatore ottomano nell’Hegiaz avrebbe tenuto lo sherif sotto controllo. Egli rivelò ad Oppenheim che lo sherif era completamente dalla parte dei britannici, ma «fortunatamente senza potere e in mano nostra». Una valutazione differente venne da Bernhard Moritz, che, recatosi a Gedda per stabilirvi un ufficio di propaganda e informazione del Reich tedesco, fu arrestato dallo sharif alla fine del 1914 e, dopo essere stato rilasciato, nel gennaio 1915 riferì ai suoi superiori a Berlino delle ambizioni di potere dello sharif e della perdita di controllo ottomano nell’Hegiaz, spingendo il console tedesco a Damasco a cercare di riunire alla guida turca, come contrappeso allo sharif, gli Āl Saʿūd e gli Al Rashid, ma invano.
Nel maggio 1915 von Oppenheim incontrò a Costantinopoli Faysal, il figlio dello sherif, il quale gli assicurò che suo padre non collaborava con i britannici e lo convinse della lealtà dello sherif verso gli imperi centrali. Hans von Wangenheim, ambasciatore tedesco a Costantinopoli, dichiarò in una lettera del 22 maggio al cancelliere del Reich Theobald von Bethmann Hollweg che grazie all'abilità di negoziazione di Oppenheim fosse divenuta superflua la sostituzione dello sharif e fossero anche migliorate le relazioni tra questi e i turchi; tuttavia mise in guardia il cancelliere da ulteriori attività di propaganda in Hegiaz, che avrebbero potuto aumentare la contrarietà dello sharif.

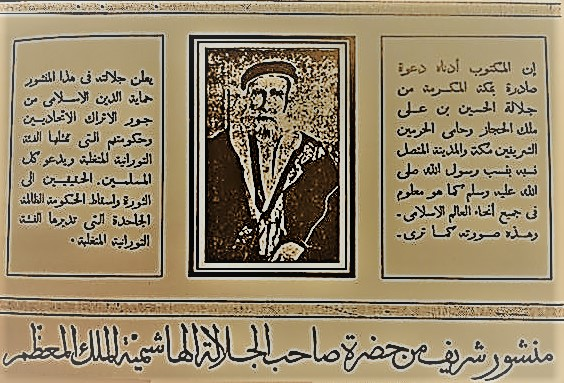
nel 1916 fu pubblicato sul giornale un proclama in cui lo sherif Husain chiamava i musulmani alla rivoluzione contro i Giovani Turchi

Il ministro della guerra turco Enver Pascià espresse a Faysal, in occasione della sua partenza da Costantinopoli, la richiesta che suo padre inviasse un contingente beduino in aiuto di turchi e tedeschi per un nuovo attacco contro l‘Egitto, ma lo sherif ignorò la richiesta; nell'autunno 1915 Max von Oppenheim, che viaggiava in Hegiaz in abiti da beduino, fu espulso dallo sharif e dovette far ritorno a Damasco.
A metà febbraio 1916 lo sharif e i britannici condussero a termine le trattative per un'alleanza e lo sharif iniziò i preparativi per una sollevazione araba contro il califfo turco. All’inizio di aprile egli pretese dal governo ottomano: il rilascio di diversi prigionieri politici arabi detenuti in Siria; lo stabilimento in Siria ed Iraq di un’amministrazione turca decentrata; il riconoscimento della propria sovranità ereditaria sull’Hegiaz e la conferma del suo status e dei suoi privilegi. Il sultano ottomano non acconsentì e, quando Husain apprese che una spedizione turco-tedesca (missione Stotzingen) voleva attraversare l’Hegiaz diretta in Yemen, proclamò ufficialmente la rivolta araba il 5 giugno 1916.
Il sultano Mehmet V lo depose in luglio e nominò come suo successore lo sharif ʿAlī Haidar Pascià, dei Dhawū Zaid, che viveva ad Istanbul. ʿAlī Haidar Pascià, con un seguito di soldati ottomani, si recò da Fakhreddin Pascià a Medina e vi fece una dichiarazione pubblica in cui accusò Husain di vendersi ai britannici e di consegnare le città sante a una potenza cristiana. Una pianificata riconquista ottomana della Mecca tuttavia fallì e il 28 ottobre 1916 lo sherif Husain, su iniziativa del figlio ʿAbdallāh, si proclamò “re delle terre arabe“. I britannici lo riconobbero soltanto come re dell‘Hegiaz, ma nondimeno gli diedero sostegno militare.
Nel 1917 ʿAlī Haidar Pascià a causa della situazione disperata fece ritorno, via Siria, a Istanbul, ma da parte ottomana continuò ad essere considerato il legittimo emiro della Mecca. Nell’ottobre 1918 le truppe di Husain, con l’aiuto di un piccolo staff di consiglieri militari britannici, tra cui T. E. Lawrence, e di un gruppo di ex ufficiali ottomani, presero Damasco muovendo dall'Iraq. Dopo l'armistizio di Mudros il figlio di Husain, Faysal, che aveva comandato una parte delle truppe arabe, fondò a Damasco un governo nazionale arabo, da cui in seguito derivò il regno Arabo di Siria. Considerata la nuova situazione politica, l‘8 maggio 1919 la Sublime Porta rimosse dall'incarico lo sharif ʿAlī Haidar Pascià e abolì il titolo di ”emiro della Mecca” ((emîr-i Mekke)).

#### Proclamazione del califfato e fine
Husayn, i cui figli Faysal e ʿAbdallāh avevano ottenuto la sovranità sull'Iraq e sulla Transgiordania nel 1921, dopo l’abolizione del califfato da parte di Atatürk nella primavera del 1924 si proclamò egli stesso califfo. In tal modo tuttavia egli si isolò da gran parte del mondo islamico, perché il suo califfato non venne riconosciuto quasi da nessun Paese islamico, ad eccezione di quelli governati da lui e dai suoi figli, ed il suo peggior avversario, l’emiro saudita Abd al-Aziz ibn Saud, attaccò l’Hegiaz con i suoi guerrieri wahhabiti. Dopo la perdita della Mecca, nel 1924 Husayn cedette il titolo di re a suo figlio Ali ibn Hussein, ma gli Āl Saʿūd non vollero accettare nessun re hascemita, ed anche Ali fu costretto all’abdicazione il 19 dicembre 1925. L‘8 gennaio 1926 Abd al-Aziz ibn Saud si incoronò nuovo "re dell’Hegiaz".
L‘ex sharif ʿAlī Haidar Pascià morì a Beirut nel 1935. Ancora oggi in Arabia saudita vivono molte famiglie sceriffali appartenenti ai Dhawū Zaid. Della loro cura finanziaria si giova una quantità di fondazioni familiari alla Mecca e nel circondario, alcune delle quali risalenti al XIX secolo.

## Lista degli sharīf della Mecca (967–1925)

### Durante la dinastia fatimida (967-1101)

Bandiera del regno fatimida di Hejaz

- Tāymūn, ovvero Muḥammad Abū Jaʿfar, detto al-thaʿlab (La volpe) (967–980)
- Sharīf ʿĪsā (980–994)
- Sharīf Abū l-Futūḥ (994–1039)
- Sharīf Shukr al-Dīn (1039–1061)
- Abū l-Hāshim b. Muḥammad (1061–1094)
- Ibn Abū l-Hāshim, detto al-thaʿlab (1094–1101)

### Durante la dinastia ayyubide (1201–1254)

Bandiera ayyubide del Hijaz

- Qatāda ibn Idrīs al-ʿAlawī al-Ḥasanī (1201–1220): ucciso all'età di 90 anni da suo figlio
- Ibn Qatāda al-Hāshimī (1220–1241): al-Ẓāhir Baybars, poi Sultano mamelucco d'Egitto e Siria, fu inviato a raccogliere la zakāt nell'area, occupata da beduini
- Al-Ḥasan Abū l-Saʿd (1241–1254)

### Durante il sultanato mamelucco (1254–1517)

Bandiera mamelucca del Ḥijāz

- Muḥammad Abū l-Nūbāj (1254–1301): Primo Sharīf mamelucco dopo la fine della dinastia ayyubide
- Rumaytha Abū Rādā (1301–1346)
- Aljan Abu Sarāja (1346–1375)
- Al-Ḥasan II (1394–1425)
- Barakāt I (1425–1455)
- Malik al-ʿĀdil b. Muḥammad b. Barakāt (1455–1497)
- Barakāt II b. Muḥammad (Barakāt Efendi) (1497–1525): costruì le prime mura di Jedda per ordine del Sultano al-Ashraf Qansūḥ al-Ghawrī

### Durante l'Impero ottomano (1517–1917)

Bandiera ottomana del Ḥijāz

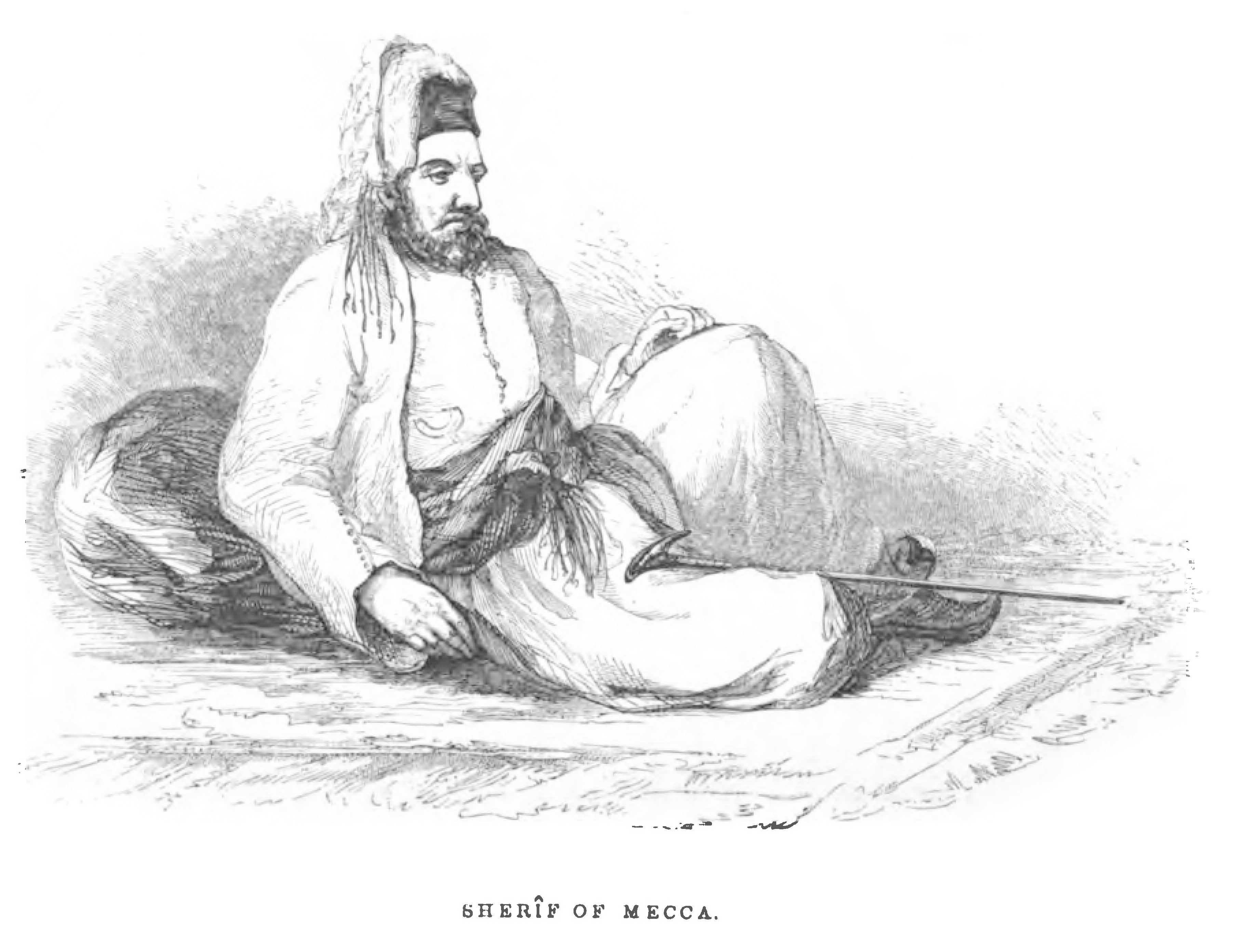
Muḥammad b. ʿAbd al-Muʿīn, Sharīf della Mecca 1827–1851, da un'immagine del libro del 1848 di William Francis Lynch.

- Barakāt Efendi (1497–1525): primo Sharīf ottomano; Lo Ḥijāz divenne uno possedimento ottomano dopo la caduta del Cairo per mano del Sultano Selim I.
- Muḥammad Abū l-Nūbāj b. Barakāt (1525–1583): ricostruì le mura di Jedda, nel 1525 dopo la vittoria sull'Armada portoghese nel mar Rosso
- al-Ḥasan b. Muḥammad Abū l-Nūbāj (1583–1601)
- Idrīs b. al-Ḥasan (1601–1610)
- Muḥsin b. al-Ḥusayn (1610–1628)
- Aḥmad b. Ṭālib al-Ḥasan (1628–1629)
- Masʿūd b. Idrīs (Masut Efendi) (1629–1630)
- ʿAbd Allāh b. al-Ḥasan (1630–1631)
- Zayd b. Muḥsin (1631–1666)
- Saʿd b. Zayd (1666–1667)
- Muḥsin b. Aḥmad (1667–1668)
- Saʿd b. Zayd (1668–1670), seconda volta
- Ḥomūd b. ʿAbd Allāh b. al-Ḥasan (1670–1670)
- Saʿd b. Zayd (1670–1671), terza volta
- Barakāt b. Muḥammad (1672–1682)
- Saʿīd b. Barakāt (1682–1683)
- Ibrāhīm b. Muḥammad (1683–1684)
- Aḥmad b. Zayd (1684–1688)
- Aḥmad b. Ghālib (1688–1689)
- Muḥsin b. Aḥmad (1689–1691), seconda volta
- Saʿīd b. Saʿd (1691–1693)
- Saʿd b. Zayd (1693–1694), quarta volta
- ʿAbd Allāh b. Hāshim (1694–1694)
- Saʿd b. Zayd (1694–1702), quinta volta
- Saʿīd b. Saʿd (1702–1704), seconda volta
- ʿAbd al-Muḥsin b. Aḥmad (1704–1704)
- ʿAbd al-Karīm b. Muḥammad (1704–1705)
- Saʿīd b. Saʿd (1705–1705), terza volta
- ʿAbd al-Karīm b. Muḥammad (1705–1711), seconda volta
- Saʿīd b. Saʿd (1711–1717), quarta volta
- ʿAbd Allāh b. Saʿīd (1717–1718)
- ʿAlī b. Saʿīd (1718–1718)
- Yaḥyā b. Barakāt (1718–1719)
- Mubārak b Aḥmad (1719–1722)
- Barakāt b. Yaḥyā (1722–1723)
- Mubārak b Aḥmad (1723–1724), seconda volta
- ʿAbd Allāh b. Saʿīd (1724–1731), seconda volta
- Muḥammad b. ʿAbd Allāh (1731–1732)
- Masʿūd b. Saʿīd (1732–1733)
- Muḥammad b. ʿAbd Allāh (1733–1734), seconda volta
- Masʿūd b. Saʿīd (1734–1759), seconda volta
- Jaʿfar b. Saʿīd (1759–1760)
- Musāʿid b. Saʿīd (1760–1770)
- Aḥmad b. Saʿīd (1770–1770)
- ʿAbd Allāh b. al-Ḥusayn (1770–1773)
- Surūr b. Musāʿid (1773–1788)
- ʿAbd al-Muʿīn b. Musāʿid (1788–1788): nominato da Sa'ud ibn 'Abd al-'Aziz ibn Muhammad ibn Sa'ud, primo regnante di Dirʿiyya.
- Ghālib Efendi b. Musāʿid (1788–1803)
- Yaḥyā b. Surūr (1803–1813): incarcerato a Costantinopoli durante la guerra ottomano-saudita
- Ghālib Efendi b. Musāʿid (1813–1827), seconda volta
- ʿAbd al-Muṭṭalib b. Ghālib (1827–1827)
- Muḥammad b. ʿAbd al-Muʿīn (1827–1851)
- ʿAbd al-Muṭṭalib b. Ghālib (1851–1856), seconda volta
- Muḥammad b. ʿAbd al-Muʿīn (1856–1858), seconda volta
- ʿAbd Allāh Kāmil Pascià (1858–1877)
- al-Ḥusayn b. Muḥammad (1877–1880)
- ʿAbd al-Muṭṭalib b. Ghālib (1880–1882), terza volta
- ʿAwn al-Rafīq Pascià (1882–1905)
- ʿAlī ʿAbd Allāh Pascià (1905–1908)
- al-Ḥusayn b. ʿAlī Pascià (1908–1916) (successivamente re al-Ḥusayn b. ʿAlī)

Bandiera del regno del Ḥijāz

- ʿAlī Haydar Pascià (1916–1917)

### Durante il Regno del Ḥijāz (1916–1925)
- re al-Ḥusayn b. ʿAlī (1916–1924) (in precedenza Hussein Pasha)
- re ʿAlī b. al-Ḥusayn (1924–1925)